# Valdštejnové
Valdštejnové (německy Waldstein nebo též Wallenstein) jsou starý český šlechtický rod, větev markvartického rozrodu, jejíž jméno je odvozeno od hradu Valdštejn. Připomínají se od 13. století. Již v následujícím století se oddělila větev Brtnických z Valdštejna, která pak až do pobělohorských konfiskací sídlila na Vysočině na hradě Rokštejn a v Brtnici. Nejznámějším členem rodu byl Albrecht z Valdštejna (1583–1634), který se jako úspěšný vojevůdce třicetileté války stal osobností celoevropského významu. Kromě vojenských úspěchů vynikl jako pragmaticky smýšlející velkostatkář, v pobělohorských konfiskacích získal obrovský majetek v severních a východních Čechách. Jeho Frýdlantské vévodství bylo z ekonomického hlediska zcela samostatně fungujícím správním celkem, jemuž se navíc díky Albrechtově prestiži vyhýbaly nájezdy nepřátelských vojsk. Nevyzpytatelné politické postoje a vliv mimo kontrolu císařského dvora vedly nakonec k jeho pádu. V roce 1634 byl na popud císaře Ferdinanda II. zavražděn v Chebu a jeho majetek byl zkonfiskován. Jen menší část statků zůstala ve vlastnictví jeho příbuzných.
Pád Albrechta z Valdštejna neohrozil stoupající vliv ostatních linií rodu, všichni katoličtí Valdštejnové byli v roce 1628 povýšeni do hraběcího stavu (hraběcí titul byl nicméně udělen právě Albrechtovou zásluhou). Významné majetkové zázemí a společenské postavení pro své potomky vybudoval především nejvyšší purkrabí Adam mladší z Valdštejna (1570–1638), který se taktéž obohatil po Bílé hoře. Několik generací jeho potomků zastávalo významné funkce v zemské správě Českého království, v diplomacii i u císařského dvora ve Vídni. V roce 1656 po vymřelém rodu Sezimů z Ústí převzali Valdštejnové dědičnou hodnost nejvyššího kraječe Českého království (tento čestný post zastávali členové rodu při korunovacích a součástí titulatury zůstal do zániku monarchie v roce 1918). V roce 1758 jim byl přiznán nárok na jméno a erb spřízněného vymřelého rodu Vartenberků, od roku 1861 jim patřilo dědičné místo v rakouské panské sněmovně. Až do 20. století patřili Valdštejnové k nejbohatší šlechtě v Čechách, před vznikem Československa v severních a západních Čechách a na Vysočině vlastnili přes 50 000 hektarů půdy. V různých historických epochách se Valdštejnové podíleli na rozvoji průmyslu – v roce 1715 byla na jejich panství v Litvínově založena textilní manufaktura, v 19. století založili v Plzni slévárnu přebudovanou později na Škodovy závody.
V roce 1945 byl majetek Valdštejnů zestátněn na základě Benešových dekretů a členové rodu dnes žijí převážně v Rakousku. Z jejich bývalých sídel jsou dnes veřejnosti přístupné zámky Mnichovo Hradiště a Duchcov ve správě Národního památkového ústavu. Mimoto jim krátce nebo delší dobu patřily bývalé královské hrady Křivoklát, Bezděz nebo Radyně. Až do 20. století byl majetkem rodu Valdštejnský palác v Praze vystavěný Albrechtem z Valdštejna. Palác je dnes sídlem Senátu České republiky.

## Historie

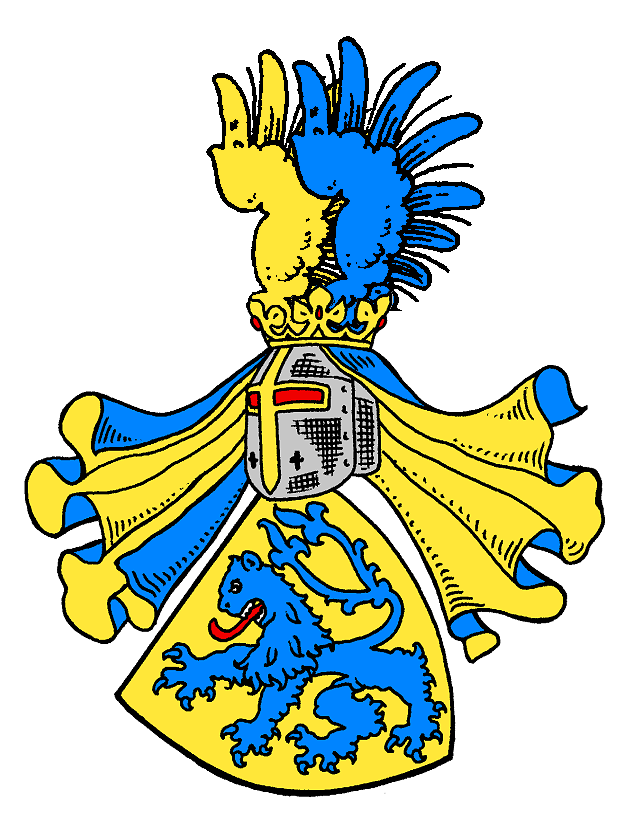
Erb pánů z Valdštejna v 13. století

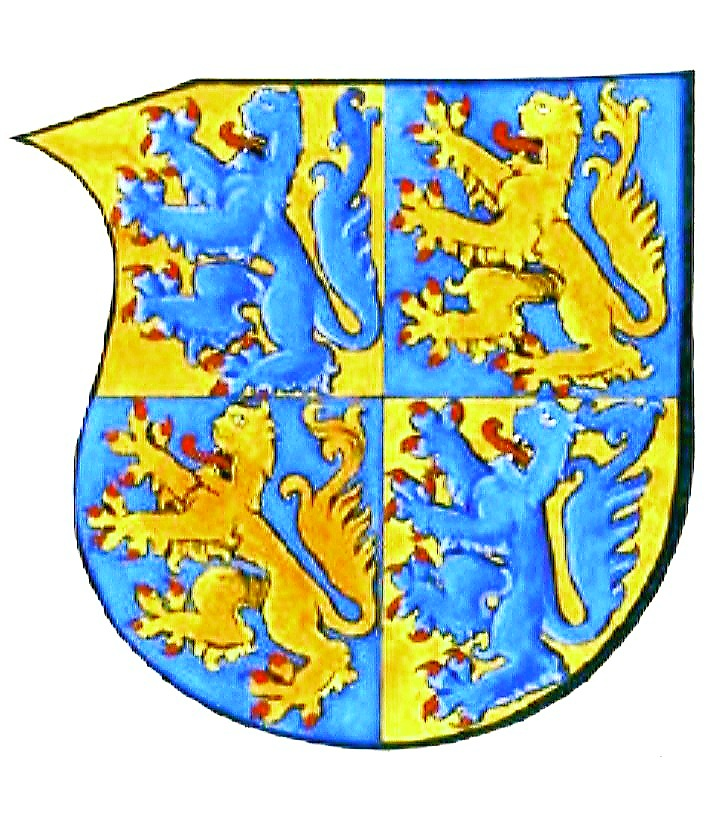
Erb pánů z Valdštejna v 16. století

### Původ Valdštejnů
Hrad Valdštejn (Waldstein) založil v období let 1260–1280 (přesné datum známo není) šlechtic Jaroslav z Hruštice (Hruštice byla tvrz u Turnova), nebo jeho syn Zdeněk. Jaroslav se psával s predikátem z Hruštice v letech 1238–1239. Pocházel z bohaté a vlivné rodiny Markvarticů, kteří získali za službu Přemyslovcům rozsáhlá panství v severních Čechách. Otcem Jaroslava byl Markvart z Března, purkrabí v Děčíně, matkou byla Hostilka. Jaroslav, zakladatel rodu Valdštejnů, měl tři bratry, mladšího Markvarta z Března, Chvala a zakladatele rodu Lemberků Havla z Lemberka.

### Potomci zakladatele hradu
Jaroslav z Hruštice, později s predikátem z Valdštejna, měl tři dnes známé syny. Dětenická a rotštejnská větev brzy vymřely, ale linie, kterou založil syn Zdeněk, se velmi rozrostla. Na zámku v Mnichově Hradišti je obraz, kde je vyobrazen bájný předek Valdštejnů, kterak přichází do vojenského ležení Přemysla Otakara II. se svými 24 syny. Je to zřejmě nadsázka, nicméně rodinu měl opravdu rozsáhlou. Jaroslavův syn Vok získal po dělení majetku kraj pod Kozákovem a postavil si zde svůj hrad Rotštejn. I tento Vok měl tři syny včetně dalšího Voka, který si hrad ponechal a kvůli němu se dostal do soudních pří se všemi okolními příbuznými.
Na Valdštejnu zůstali Valdštejnové zhruba 100 let. Známí jsou Zdeněk z Valdštejna, ze svého působení u dvora krále Jana Lucemburského, či Hynek z Valdštejna, který se roku 1336 zúčastnil výpravy Jana Lucemburského na Litvu. Dalším byl Jan z Valdštejna, který půjčil markraběti Karlovi (pozdější král Karel IV.) 1500 kop grošů.
Z lomnické větve vzešli Brtničtí Valdštejnové, jejichž příslušník Hynek zastával vysoké funkce, jeho bratr Jindřich vlastnil Brtnici a Heraltice. Jeho syna Zdeňka zvolili v roce 1619 v Brně stavovským direktorem. Hlavní štěpanická větev se v 15. století hojně rozvětvila do dalších rodových větví.

## Valdštejnové v 17.–20. století

### Hostinská větev

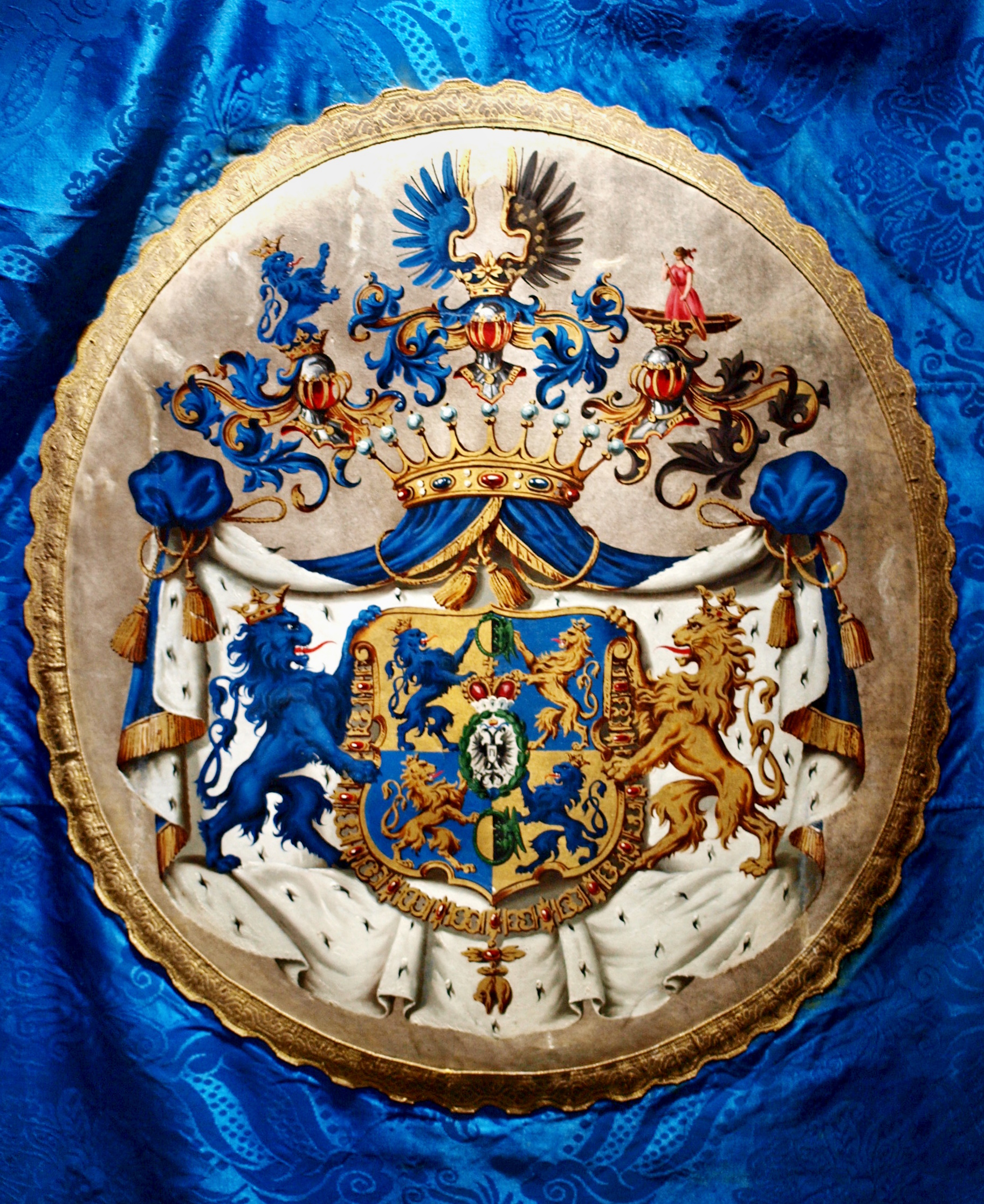
Erb Valdštejnů-Vartenberků (1758)

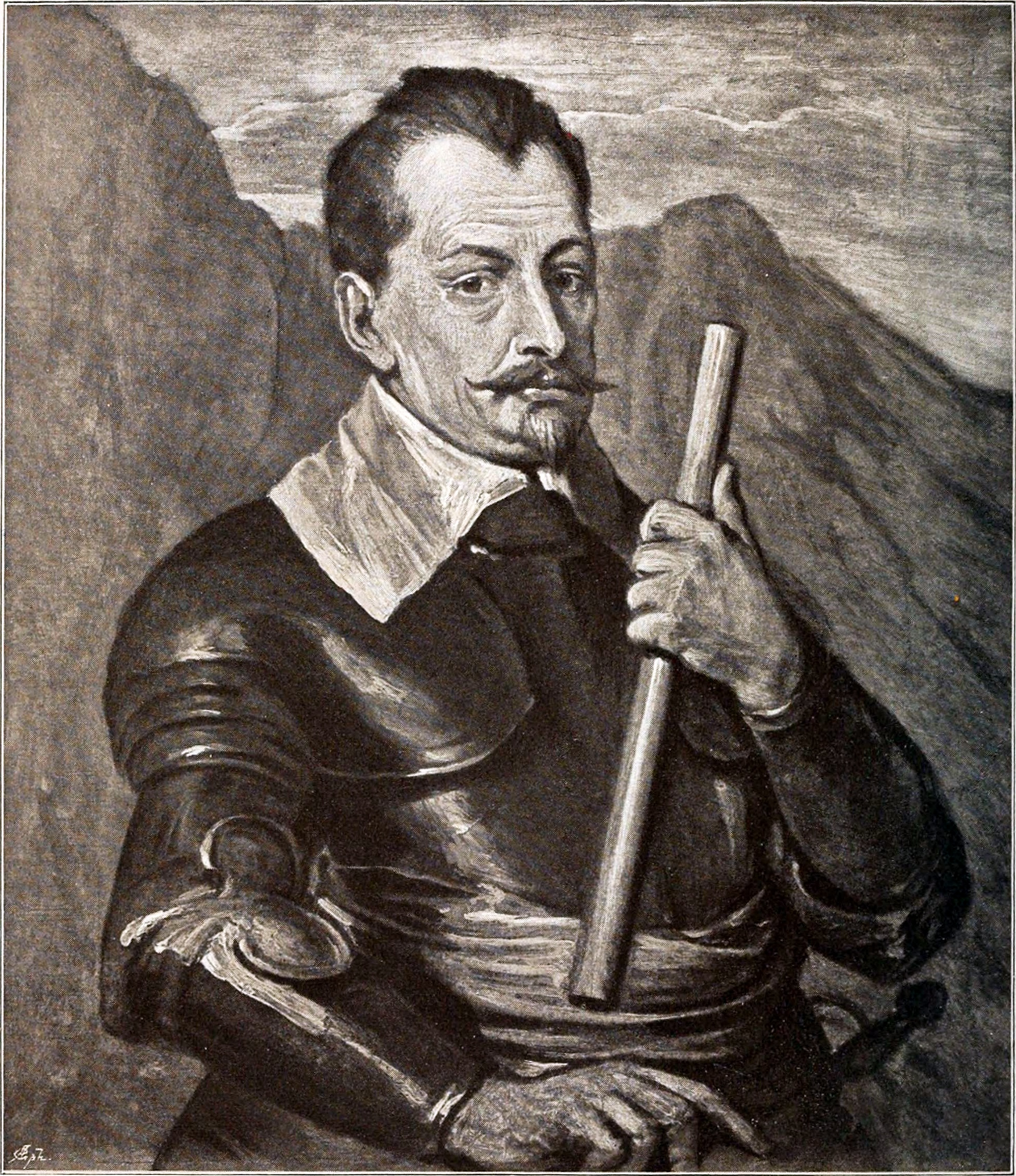
Císařský generalissimus Albrecht z Valdštejna (1583-1634)

Zakladatelem hostinské větve byl Zdeněk z Valdštejna († 1525), který po otci vlastnil Hořice a v roce 1521 od svého švagra Jana z Vartenberka koupil panství Hostinné. Jeho potomci za složitých majetkoprávních poměrů vlastnili různé statky ve východních Čechách, z této linie pocházel také Albrecht z Valdštejna (1583–1634). Narodil se na tvrzi v Heřmanicích jako syn Viléma z Valdštejna, matka Markéta pocházela z rodu Smiřických. Albrechtovu výjimečnou kariéru předurčilo několik faktorů – solidní vzdělání, vstup do císařské armády a na doporučení jezuitů sňatek s bohatou dědičkou Lukrécií Nekšovou z Landeka. Albrechtovy osobní vlastnosti a přestup na katolickou víru mu umožnily další vzestup, na počátku třicetileté války stál již na straně Habsburků a v jejich službách byl pak v letech 1625–1630 vrchním velitelem císařské armády. V jejím čele dosáhl vynikajicích úspěchů v celé Evropě a souběžně budoval své zázemí v Čechách. V rámci pobělohorských konfiskací uplatnil svůj dědický nárok na majetek vymřelého rodu Smiřických, kteří byli tehdy nejbohatším českým rodem. Albrecht z Valdštejna následně skoupil řadu dalších statků v severních a východních Čechách, z nichž vytvořil frýdlantské vévodství se sídelním městem Jičín.
Na vzestupu Albrechta z Valdštejna profitovali i jeho příbuzní. Jeho bratranci Hanibal (1576–1637) a Jan Kryštof († 1655) byli v roce 1632 povýšeni do hraběcího stavu. Pokračovatelem této větve byl syn Jana Kryštofa Oktavián Ladislav (1646–1718), císařský tajný rada a místodržící Českého království, který sňatkem se svou vzdálenou příbuznou Marií Annou z Valdštejna získal jihomoravské Židlochovice. Židlochovické panství koupil v roce 1697 jeden z jeho zeťů, pozdější státní kancléř Filip Ludvík Václav ze Sinzendorfu. Oktaviánův mladší bratr Leopold Vilém (1650–1691) vlastnil Drahenice na Příbramsku a také Rožďalovice získané v roce 1650 od linie Adama mladšího z Valdštejna. V další generaci vynikl Leopold Vilém II. (1677–1748), který byl vyslancem v Polsku (1728–1733) a poté dlouholetým hejtmanem v Kladsku. V roce 1760 v této linii Valdštejnové ztratili panství Rožďalovice, posledním významným členem hostinské větve byl Emanuel z Valdštejna (1716–1789), biskup v Litoměřicích. Jeho starší bratr Jan Antonín (1714–1781) dosáhl v armádě hodnosti polního zbrojmistra. Díky sňatkům tato linie nakonec přesídlila do Uher, jejím posledním potomkem byl Albrecht z Valdštejna (1832–1886).

## Hrádecká větev a potomstvo Adama mladšího z Valdštejna

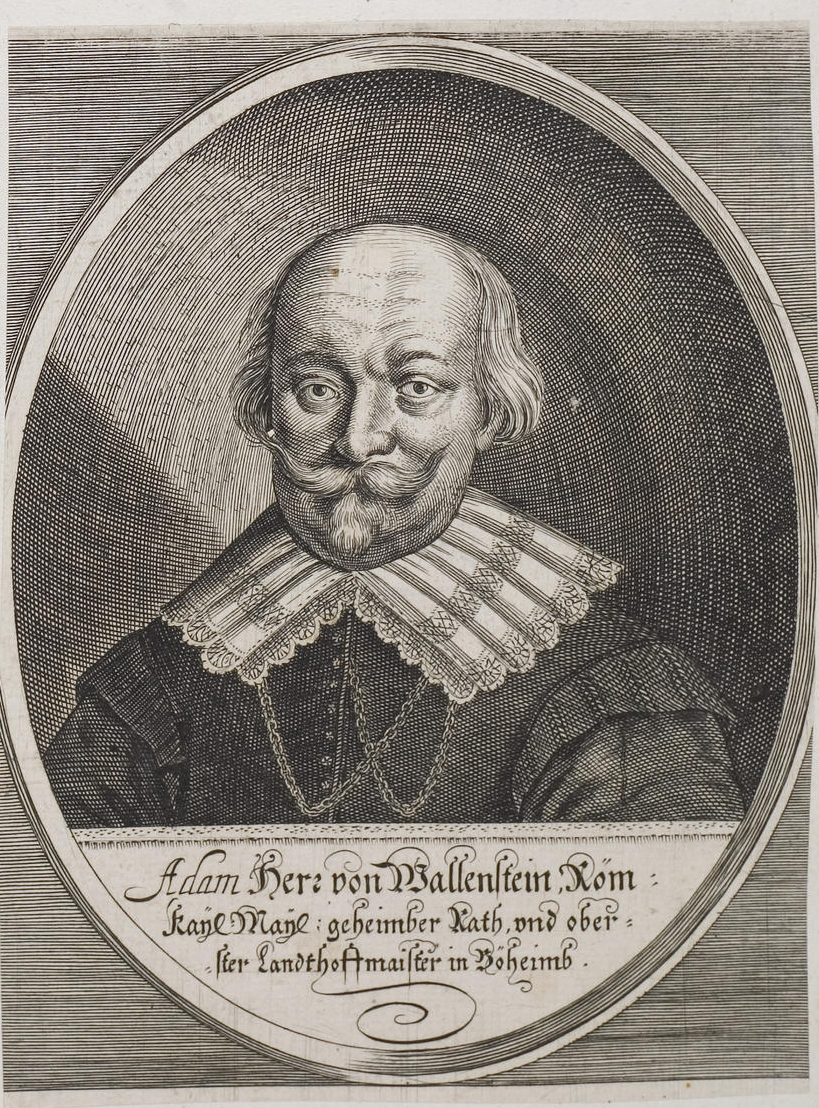
Nejvyšší purkrabí Adam mladší z Valdštejna (1570-1638)

Hrádecká větev má svůj název odvozen od středočeského panství Komorní Hrádek, které v roce 1556 koupil Jan mladší z Valdštejna († 1576), nejvyšší zemský sudí a nejvyšší komorník. Mimoto vlastnil i další statky, například Lovosice. Dědicem jeho majetku se stal syn Adam mladší z Valdštejna (1570–1638), který v první polovině 17. století vedle Albrechta z Valdštejna patřil k nejvýznamnějším osobnostem rodu. Přestoupil na katolickou víru a zastával řadu vysokých funkcí ve správě Českého království (nejvyšší hofmistr 1620–1627, nejvyšší purkrabí 1627–1638), zároveň se také obohatil na pobělohorských konfiskacích, i když původně byl zastáncem mírného postupu vůči povstalcům. Byl dvakrát ženatý, prostřednictvím druhé manželky Johanky ze Žerotína obohatil rodový majetek o moravská panství Židlochovice a Třebíč. V roce 1628 byl se svými syny i dalšími příbuznými povýšen do hraběcího stavu. Nejstarší syn Rudolf Maxmilián (1592–1649), který byl v letech 1637–1640 nejvyšším maršálkem Českého království, zdědil Třebíč a Židlochovice. Jeho syn Jiří Adam (1627–1666) byl císařským radou a komořím, po matce pocházel z vymřelého rodu Sezimů z Ústí a po Sezimech obdržel dědičnou hodnost nejvyššího kraječe Českého království. Sňatkem jeho dcery Marie Anny získal Židlochovice vzdálený příbuzný Oktavián Ladislav z Valdštejna (1646–1718), zatímco Třebíč se stala seniorátním fideikomisem, který přecházel vždy na nejstaršího člena rodu Valdštejnů. Z dalších Adamových synů zdědil Komorní Hrádek Jan Viktorin (1616–1673), který však začal kvůli dluhům svůj majetek rozprodávat. Od jeho vnuka, olomouckého kanovníka Jana Václava z Valdštejna (1674–1722), koupil Komorní Hrádek v roce 1713 jeho vzdálený příbuzný František Josef.
Z Adamových synů byl pokračovatelem rodu Maxmilián (1596–1655), který patřil k oblíbencům Ferdinanda II. a zastával vysoké funkce u císařského dvora, kde byl nejvyšším štolbou (1637–1642) a nejvyšším komorníkem (1652–1655). Byl předurčen jako univerzální dědic Albrechta z Valdštejna a po jeho smrti musel své nároky složitě obhajovat, v roce 1635 nicméně získal do dědičného vlastnictví panství Mnichovo Hradiště, Svijany, Dobrovice a Klášter Hradiště. Ze tří manželství měl početnou rodinu, dva synové měli další potomstvo.

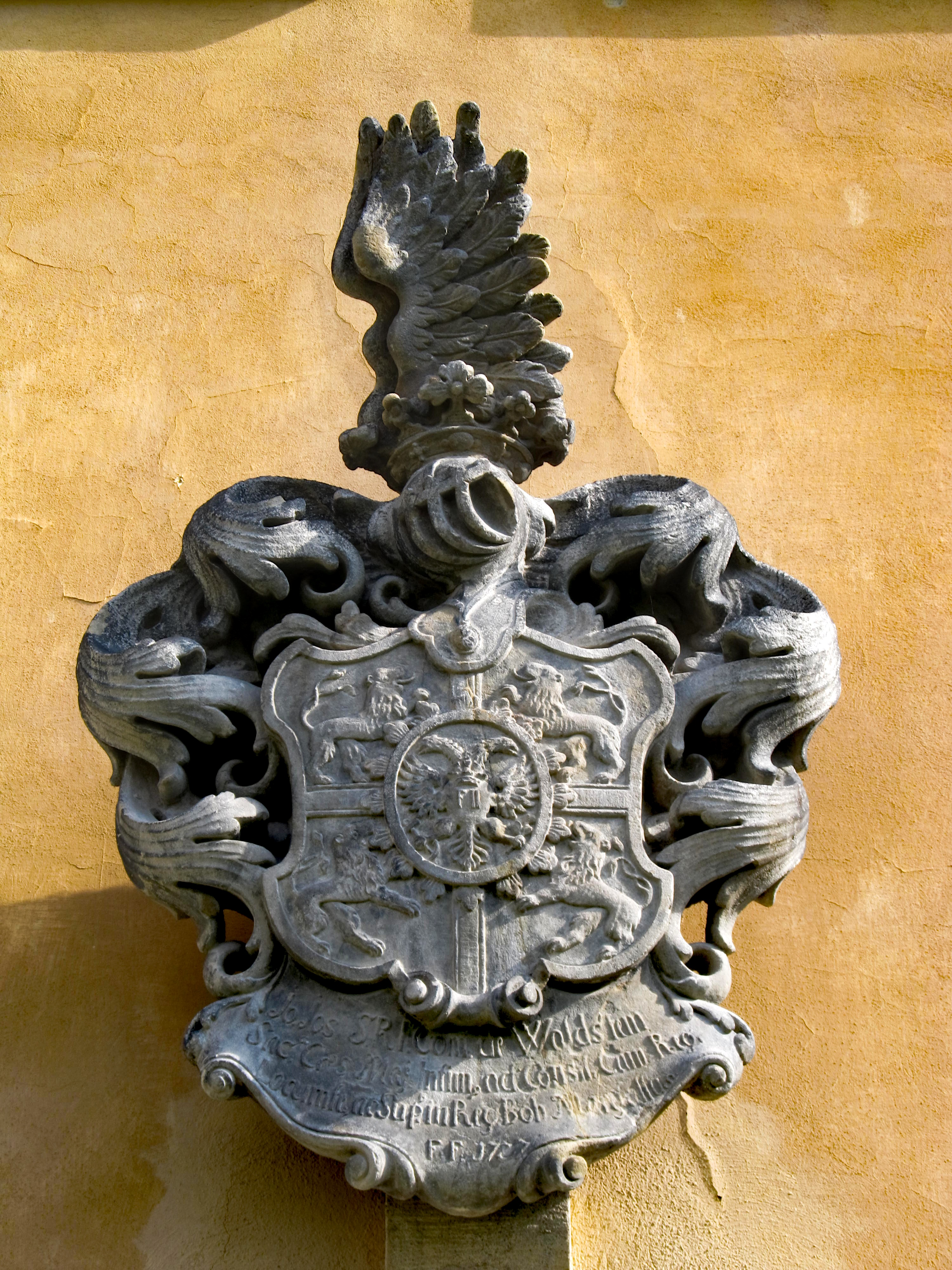
Erb Jana Josefa z Valdštejna na zámku Duchcov

Nejmladší Maxmiliánův syn Jan Bedřich (1642–1694) byl předurčen k církevní dráze, stal se postupně biskupem v Hradci Králové (1668–1675) a arcibiskupem pražským (1675-1694), proslul především jako budovatel rodové rezidence v Duchcově. Jeho starší bratr František Augustin (1628–1684) se prosadil u dvora, kde zastával funkci nejvyššího dvorského maršálka, a jako majitel seniorátního fideikomisu Třebíč inicioval přestavbu kláštera na reprezentační zámek. Další dva bratři Ferdinand Arnošt a Karel Ferdinand měli další potomstvo. Karel Ferdinand (1634–1702) se uplatnil jako vlivný diplomat, později zastával vysoké funkce u císařského dvora a získal Řád zlatého rouna. Po otci zdědil Svijany a Loučeň (1655), po nejstarším bratru Ferdinandu Arnoštovi převzal Mnichovo Hradiště (1657), na základě složitých majetkoprávních poměrů a příbuzenských vztahů vlastnil krátkodobě také další velká panství. Jako přední císařský diplomat a dvořan se ale v Čechách zdržoval jen výjimečně. Jeho jediný syn Karel Arnošt (1661–1713) byl též významným diplomatem, byl vyslancem ve Španělsku, Polsku, Francii a Portugalsku. Za války o španělské dědictví padl do francouzského zajetí, po propuštění se stal ve Vídni nejvyšším komořím a státním ministrem, obdržel také Řád zlatého rouna. Byl majitelem panství Dobrovice, Svijany a Loučeň, od roku 1708 také uživatelem výnosu seniorního fideikomisu Třebíč. Nechal postavit loučeňský zámek, vzhledem ke svým aktivitám se stejně jako otec v Čechách vyskytoval jen výjimečně. Zemřel bez mužského potomstva, většinu majetku převzal synovec a zároveň zeť Jan Josef.
Pokračování rodu zajistil Maxmiliánův nejstarší syn Ferdinand Arnošt (1622–1656), který se uplatnil jako diplomat na konci třicetileté války, poté byl v Čechách nejvyšším sudím (1651–1652) a nejvyšším komorníkem (1652–1656). Jeho syn Arnošt Josef z Valdštejna (1654–1708) byl krátce nejvyšším hofmistrem Českého království (1708), především se ale zaměřil na budování rodové domény v severních Čechách. Po otci zdědil Zvířetice, Klášter Hradiště nad Jizerou a Hrubou Skálu, od strýce Karla Ferdinanda v roce 1674 koupil Mnichovo Hradiště, později koupil Bělou pod Bezdězem (1678) a Doksy (1680), nejvýznamnějším přírůstkem bylo panství Křivoklát, které získal od Schwarzenbergů v roce 1685 za půl miliónu zlatých, a po Albrechtovi z Valdštejna byl nejbohatším členem rodu. I když inicioval stavební úpravy na různých zámcích, zásadní přestavbu renesančního sídla do podoby rodové rezidence podnikl na přelomu 17. a 18. století v Mnichově Hradišti. Ve stavebních úpravách svých sídel pokračoval i jeho syn František Josef (1680–1722), který byl nejvyšším dvorským sudím (1714–1719) a zemským hejtmanem na Moravě (1719–1720). Jako majitel otcovského dědictví a poručník svých nezletilých švagrů z rodu Černínů byl po roce 1710 správcem největšího majetku v Čechách. Pro svou reprezentaci využíval i černínské sídlo v Jindřichově Hradci, kde v roce 1712 hostil císaře Karla VI. Jeho synové František Arnošt (1706–1748) a František Josef (1709–1771) založili nové rodové linie, mnichovohradištskou a duchcovskou.
Jan Josef z Valdštejna (1684–1731), mladší syn Arnošta Josefa, se stal univerzálním dědicem pražského arcibiskupa Jana Bedřicha z Valdštejna a po jeho smrti získal Duchcov a Litvínov (1694). Po otci zdědil Křivoklát a Nižbor (1708), na svých statcích podporoval podnikání (textilní výroba v Litvínově) a jako zadavatel stavebních zakázek angažoval přední architekty. Stěžejní část jeho majetku (Křivoklát, Nižbor) zdědila dcera Marie Terezie (1707–1756), provdaná za knížete Josefa Fürstenberga, další rodové statky Mnichovo Hradiště a Duchcov zdědili synovci František Arnošt a František Josef, zakladatelé mnichovohradištské a duchcovské větve.

### Mnichovohradištská větev

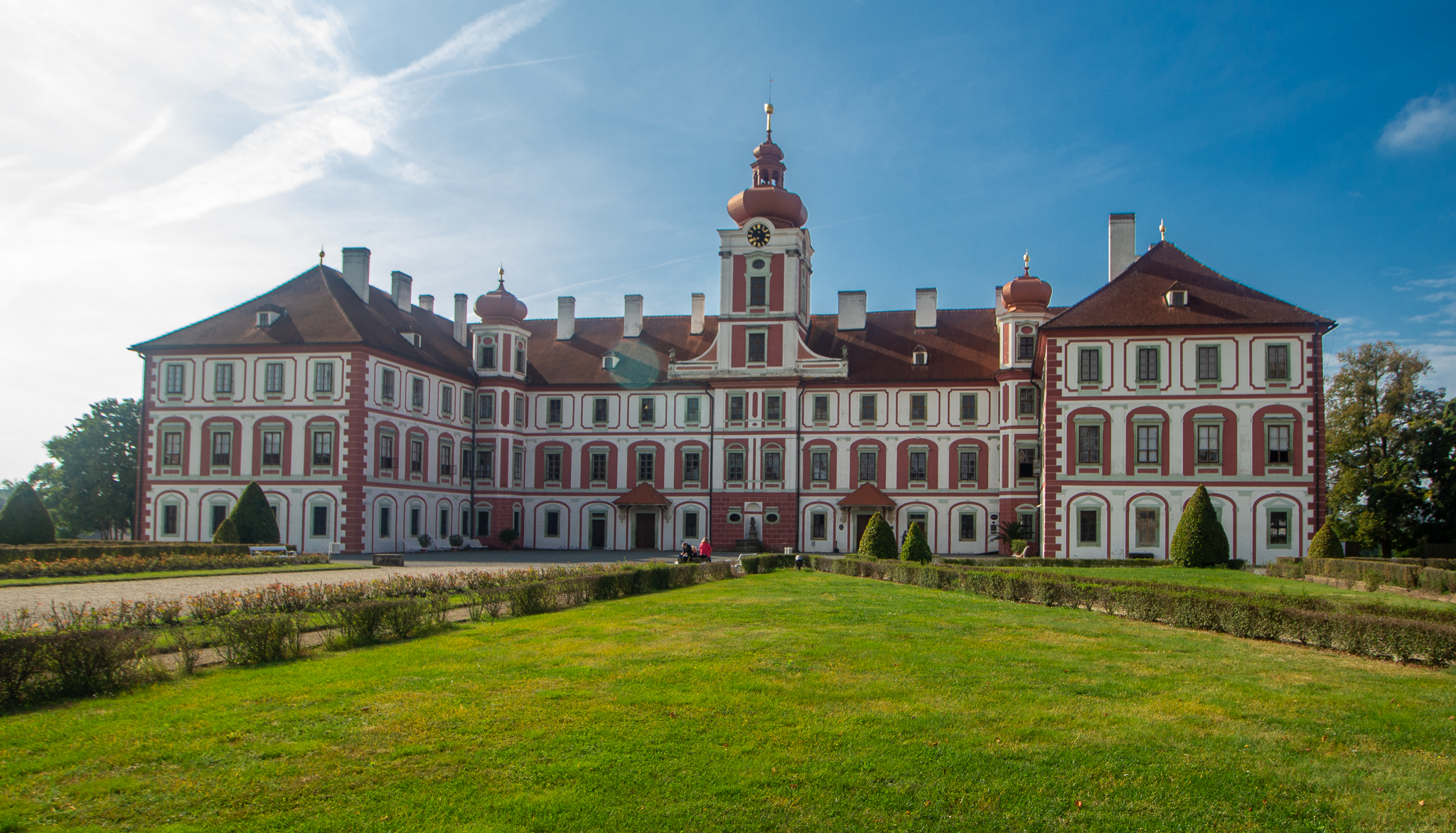
Zámek Mnichovo Hradiště

Mnichovohradištskou větev založil František Arnošt (1706–1748), který zdědil Mnichovo Hradiště, Bělou pod Bezdězem a Doksy. Protestoval proti tomu, aby jeho mladší bratr František Josef zdědil Duchcov, nakonec se ale spokojil s finančním vyrovnáním ve výši 116 000 zlatých (1732). Nástupcem Františka Arnošta byl syn Vincenc (1731–1797), který císařským majestátem v roce 1758 obdržel právo užívat jméno vymřelého spřízněného rodu pánů z Vartenberka (od roku 1758 tedy hrabě z Valdštejna-Vartenberka). V další generaci Arnošt Filip (1764–1832) koupil hrad Bezděz z majetku zrušeného Emauzského kláštera (1797). Sňatkem s Marií Antonií Desfoursovou se spříznil s chudenickou větví Černínů z Chudenic a jejich syn Kristián Vincenc (1794–1858) pak v roce 1816 po Černínech zdědil rozsáhlý majetek v západních Čechách (Nebílovy, Šťáhlavy, Chocenice). Kristián byl c. k. tajným radou, komořím a prezidentem Národního muzea.[zdroj?] Jeho dědic Arnošt František (1821–1904) získal Řád zlatého rouna a dědičné členství v rakouské panské sněmovně, kromě rozsáhlých statků v severních Čechách vlastnil také majetek v Uhrách. Kromě těžby uhlí v severních Čechách založil slévárnu v Plzni, kterou od něj v roce 1866 koupil Emil Škoda, stál také u zrodu České severní dráhy. Arnošt František byl ženatý se dvěma princeznami z rodu Schwarzenbergů (Anna Marie z orlické větve, 1830–1849; Marie Leopoldina z hlubocké větve, 1833–1909). Pokračovatelem rodu byl c. k. tajný rada a komoří Arnošt Karel (1849–1913), který kromě otcovského dědictví převzal navíc majetek vymřelé duchcovské linie. Díky tomu počátkem 20. století patřil mezi nejbohatší šlechtice v Čechách a patřil mu majetek převážně v severních Čechách o rozloze 50 000 hektarů půdy. Po jeho bezdětné smrti převzal dědictví mladší bratr Adolf Arnošt (1868–1932), za nějž do struktury rodového majetku zasáhla první pozemková reforma. Posledním držitelem českých statků byl Karel Arnošt (1897–1985), jemuž byly všechny majetky zabaveny v roce 1945 na základě Benešových dekretů. Jeho syn Arnošt (1925–2019), narozený v Doksech, žil v Rakousku, ale po roce 1989 se často vracel do Čech a vedl také několik restitučních sporů o zestátněný majetek, vesměs neúspěšných. Současným představitelem rodu je Carl Albrecht Waldstein-Wartenberg (* 1958), který má další potomstvo.
Vedlejší linii mnichovohradištské větve založil podplukovník Emanuel František (1770–1803), který padl za napoleonských válek. Jeho syn Vincenc (1800–1867) byl c. k. komořím a jako věřitel pražského měšťana Ignace Stefana získal v roce 1829 panství Proseč-Obořiště, později byl také uživatelem seniorátního fideikomisu Třebíč. Jeho přímé potomstvo vymřelo v roce 1902, zámek Proseč-Obořiště mezitím koupila rodina Wenzelů ze Sternbachu. Dodnes žije potomstvo Emanuelova mladšího syna, c. k. komořího a nadporučíka Adama z Valdštejna (1803–1849). Jeho vnuk Josef (1836–1929) byl c. k. tajným radou, komořím, doživotním členem rakouské panské sněmovny a posledním uživatelem seniorátního fideikomisu Třebíč. Po zániku monarchie a vzniku Československa byl zrušen institut fideikomisu, Josef ale udržel velkostatek Třebíč a také zde zemřel. Posledním majitelem Třebíče byl Emanuel z Valdštejna (1911–1979), který v roce 1935 vyplatil svého staršího bratra Josefa. V roce 1945 byl třebíčský velkostatek zestátněn a potomstvo této rodové linie žije dnes převážně v Rakousku.

### Duchcovská větev

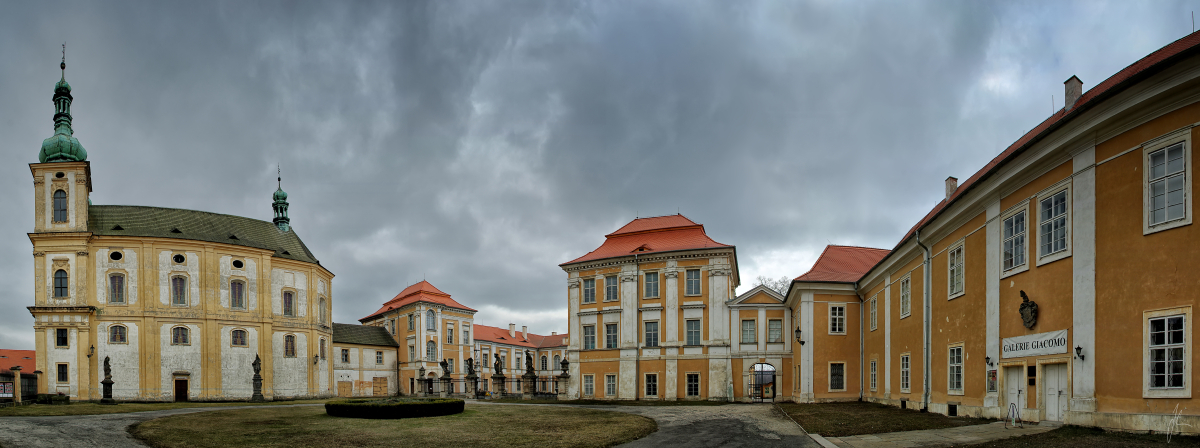
Zámek Duchcov

Zakladatelem duchcovské větve byl František Josef z Valdštejna (1709–1771), který po strýci Janu Josefovi zdědil Duchcov, Horní Litvínov, Hrubou Skálu, Loučeň a Svijany, po otci zdědil Komorní Hrádek, který však prodal v roce 1733. Naopak přikoupil Sychrov (1740) a sňatkem s Marií Josefou z Trauttmansdorffu získal Litomyšl. Litomyšl se stala dědickým podílem pro mladšího syna Jiřího Kristiána (1743–1791), který navzdory vysokému zadlužení panství přistoupil k rozsáhlým barokním úpravám litomyšlského zámku. Duchcov s dalšími statky zdědil jeho starší bratr Emanuel Filibert (1731–1775), který byl tajným radou a komořím, oženil se s princeznou Marií Annou z Lichtenštejna (1738–1814). Měli spolu čtyři syny, kteří všichni zemřeli bez dalšího potomstva, po smrti posledního z nich Ferdinanda Arnošta (1762–1823) přešel Duchcov na potomstvo Jiřího Kristiána. Krátce předtím byla vleklá finanční krize duchcovské větve vyřešena prodejem panství Sychrov a Svijany, která v roce 1820 za 600 000 zlatých koupil francouzský emigrant kníže Kamil Rohan. V roce 1821 byla pak prodána i Hrubá Skála a jejím novým majitelem se stal úspěšný pražský podnikatelský rod Lexů z Aehrenthalu.
Pokračovatelem rodu byl Jiří Josef (1768–1825), za nějž byla dvakrát na Litomyšl uvalena nucená správa (1791–1802 a 1819–1820). V roce 1823 po svých bratrancích zdědil Duchcov a Litvínov, mimoto také finanční hotovost získanou předchozím prodejem Sychrova a Hrubé Skály. Zlepšená ekonomická situace umožnila dalšímu držiteli Antonínovi z Valdštejna (1793–1848) přikoupit v roce 1831 Brandýs nad Orlicí. Antonínův nejstarší syn Jiří (1818–1854) se oženil s dcerou svého lesníka Antonií Boudovou (1827–1901), která po manželově předčasné smrti spravovala majetek za nezletilé syny; v roce 1855 prodala Brandýs nad Orlicí. Mladší syn Antonín II. (1826–1867) zdědil Litomyšl, kterou byl nucen prodat roku 1855 ve veřejné dražbě. Antonii Boudové se později podařilo zakoupit velkostatek Liblice (1863), který pak přešel na dceru Kristianu (1854–1927), provdanou Thun-Hohensteinovou. Posledním potomkem duchcovské větve byl hrabě Jiří z Valdštejna (1875–1901), který zahynul při lovu v Indii. Velkostatky Duchcov a Litvínov přešly dědictvím na mnichovohradištskou větev.
Kromě výše uvedených větví přetrvalo do 18. století ještě několik dalších linií, které se prosadily méně významně. Jednu z nich představovalo potomstvo královnina hofmistra Hynka z Valdštejna († 1482), který vlastnil Krupku. Z jeho potomstva pocházel císařský číšník Adam starší z Valdštejna († 1615), který koupil Žehušice a díky manželství s Veronikou Trčkovou z Lípy měl jejich syn Burian Ladislav (1598–1645) nárok na Opočno. V souvislosti s vraždou Albrechta z Valdštejna byl majetek Trčků zkonfiskován a Burian Ladislav za složitých poměrů získal z trčkovského majetku alespoň panství Světlá nad Sázavou se čtyřiceti vesnicemi. V následující generaci museli potomci Žehušice i Světlou prodat, Burianův syn Bertold Vilém (1640–1724) byl dlouholetým hejtmanem hradeckého kraje (1695–1712) a po své manželce zdědil panství Lázně Bělohrad, kde zahájil stavbu zámku podle projektu J. B. Santiniho. Zámek byl dokončen až za jeho neteře Marie Barbory, provdané za nejvyššího purkrabího Jana Arnošta ze Schaffgotsche.

## Osobnosti rodu

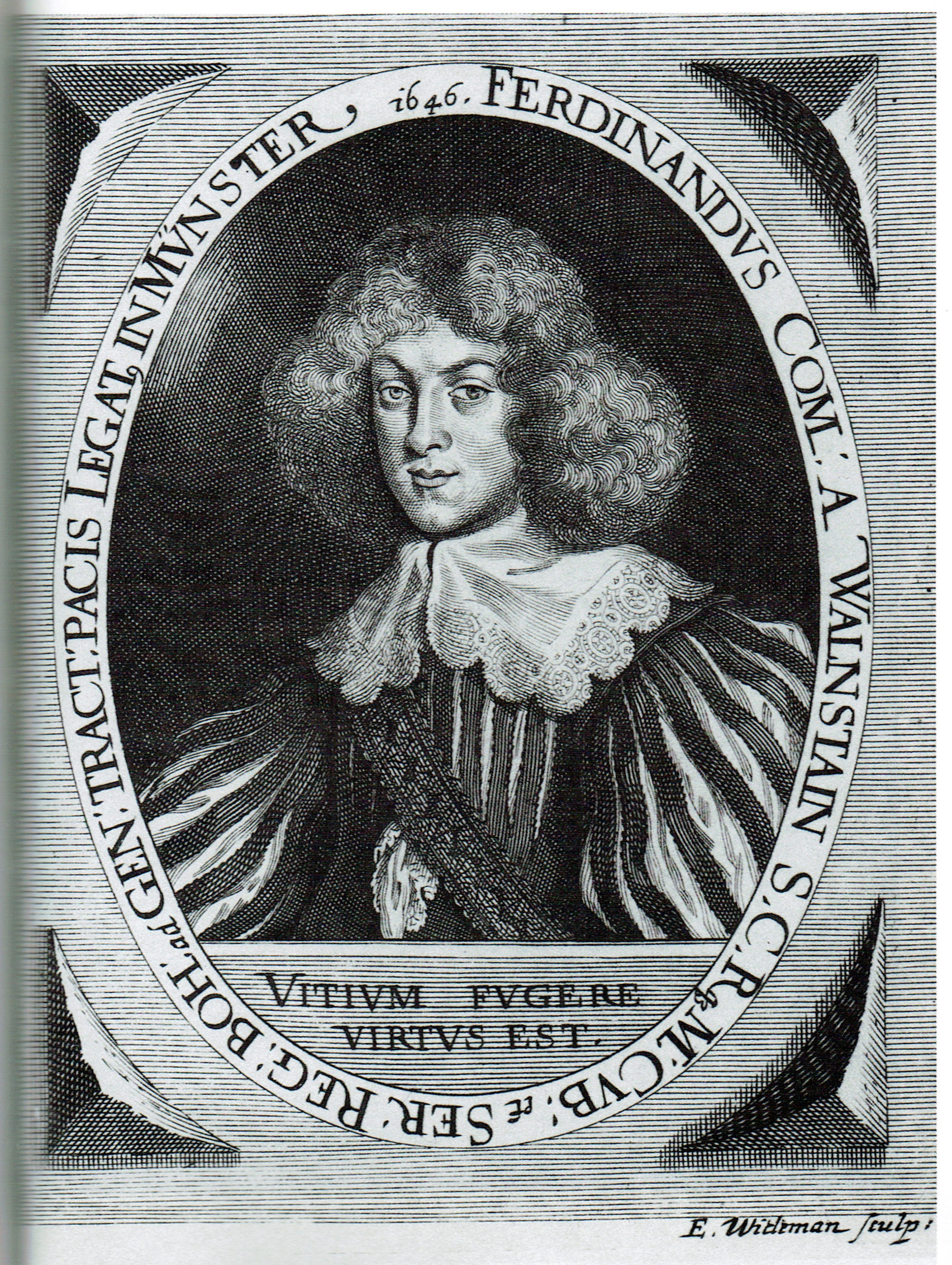
Ferdinand Arnošt z Valdštejna (1622–1656), nejvyšší komorník Českého království

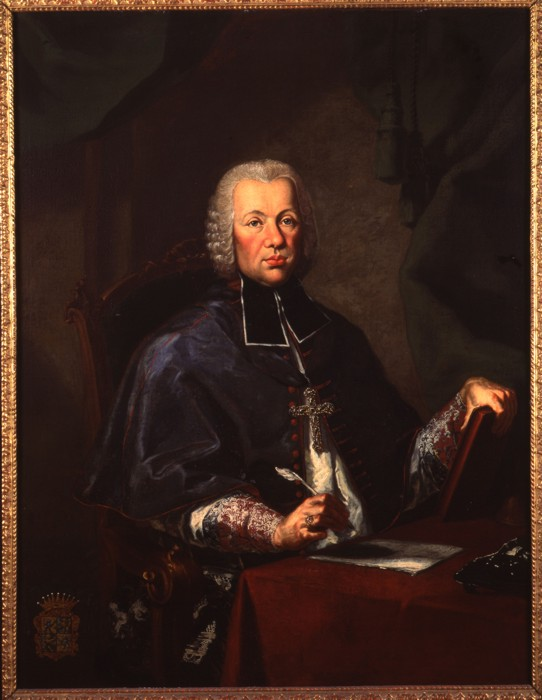
Emanuel Arnošt z Valdštejna (1716–1789), biskup v Litoměřicích

- Jan VI. z Valdštejna († 1311), biskup olomoucký
- Hašek z Valdštejna († kolem 1452), vojevůdce husitských válek
- Bernard († 1517), nejvyšší mincmistr 1505–1510
- Jan mladší († 15. června 1576), nejvyšší zemský sudí v Čechách 1554–1570, nejvyšší komoří v Čechách 1570–1576
- Adam mladší z Valdštejna (1570–1638), nejvyšší zemský sudí 1608–1611, nejvyšší hofmistr 1620–1627, nejvyšší purkrabí Českého království 1627–1638
- Albrecht (1583–1634), císařský generalissimus, vévoda frýdlantský
- Ladislav Burian (1598–1645), generál, velitel v Praze, roku 1632 povýšen na hraběte
- Ferdinand Arnošt (1622–1656), diplomat, nejvyšší zemský sudí 1651–1652, nejvyšší zemský komorník 1652–1656
- Maxmilián Adam (1627–1706), císařský tajný rada, říšský dvorský rada
- František Augustin (1628–1684), nejvyšší maršálek císařského dvora
- Ferdinand Rudolf (1628–1687), císařský komoří
- Karel Ferdinand (1634–1702), císařský diplomat a dvořan, vyslanec v Londýně 1677–1679, nejvyšší dvorský komorník 1690–1702
- Bertold Vilém (1640–1724), hejtman hradeckého kraje
- Jan Bedřich (1642–1694), biskup sekavský a arcibiskup pražský
- Arnošt Josef (1654–1708), místodržící v Českém království
- Karel Arnošt (1661–1713), císařský diplomat a dvořan, vyslanec v Polsku, Francii, Portugalsku, nejvyšší maršálek císařského dvora 1704–1708, nejvyšší komoří císařského dvora 1709–1711
- Leopold Vilém II. (1677–1748), diplomat, císařský vyslanec v Polsku, zemský hejtman v Kladsku
- František Josef (1680–1722), moravský zemský hejtman 1719–1720
- Jan Josef (1684–1731), nejvyšší maršálek Českého království 1720–1731
- František Arnošt (1709–1771), nejvyšší kráječ Českého království
- František Josef Jiří (1705–1748), císařský skutečný tajný rada
- Emanuel Arnošt (1716–1789), biskup v Litoměřicích 1760–1789
- Emanuel Filibert (1731–1775), císařský komorník
- Jan Vincenc (1731–1797), kulturní mecenáš, podporoval mj. Josefa Myslivečka či Wolfganga Amadea Mozarta
- Jan Bedřich (1756–1812), katedrální děkan v Salcburku a biskup sekavský
- Ferdinand Arnošt (1762–1823), c. k. tajný rada, generál britské královské armády, komtur řádu německých rytířů a jeden z nejvýznamnějších podporovatelů Ludwiga van Beethovena
- Marie Anna, provdaná markýza Santa Cruz (1763–1808), španělská grandka a malířka
- František Adam (1779–1823), rakouský botanik
- Kristián Vincenc (1794–1858), průmyslník (roku 1816 založil slévárnu a strojírnu, jejíž plzeňská pobočka Valdštejnské strojírny se později stala zárodkem Škodových závodů)
- Arnošt Antonín František (1821–1904), c. k. tajný rada, komoří, dědičný člen rakouské panské sněmovny, rytíř Řádu zlatého rouna
- Josef Arnošt (1824–1903), c. k. polní podmaršál, tajný rada, komoří, doživotní člen rakouské panské sněmovny
- Arnošt Karel (1849–1913), historik umění, archeolog, c. k. tajný rada, komoří, dědičný člen rakouské panské sněmovny
- Christiane, provd. Thun-Salm (1859–1935), rakouská spisovatelka, básnířka dramatička
- Adolf Arnošt (1868–1930), c. a k. komoří a tajný rada, nejvyšší kráječ Českého království, dědičný člen panské sněmovny Rakouské říšské rady
- Karel Arnošt (1897–1985), poslední majitel českých statků
- Arnošt Adolf (1925–2019), rytíř Maltézského řádu
- Margarete, zv. Daisy  (1927–2017), v Česku se stala Ženou roku 2007, byla činná v záchranné službě maltézského řádu
- Angelus Waldstein (1931–2023), vlastním jménem Karel Albrecht Waldstein-Wartenberg, přijal při vstupu do řádu jméno Pater Angelus,[6] mnich v opatství benediktinského opatství Ettal a převor kláštera Wechselburg
- Georg Waldstein-Wartenberg (* 1946 v Buchbergu am Kamp), rakouský ekonomický zpravodaj a vydavatel
- Carl Albrecht (* 1958), od roku 2019 hlavní představitel rodu

## Erb
Nejprve měli jako ostatní rody pocházející z rozrodu Markvarticů v erbu lva, později přijali čtvrcený štít, ve kterém se střídali zlatí a modří lvi v opačně zbarvených polích. Později lvům přidali na hlavy korunky. Adam z Valdštejna v roce 1621 obdržel doprostřed štítu císařského orla, který drží ve spárech kotvu a palmovou ratolest. V roce 1758 přidali ještě erb Vartenberků.

## Přehled majetku Valdštejnů v 17.–20. století
Následující přehled nezahrnuje majetek Albrechta z Valdštejna, pokud nezůstal v následujícím vlastnictví jeho příbuzných
Bělá pod Bezdězem (1679–1945)

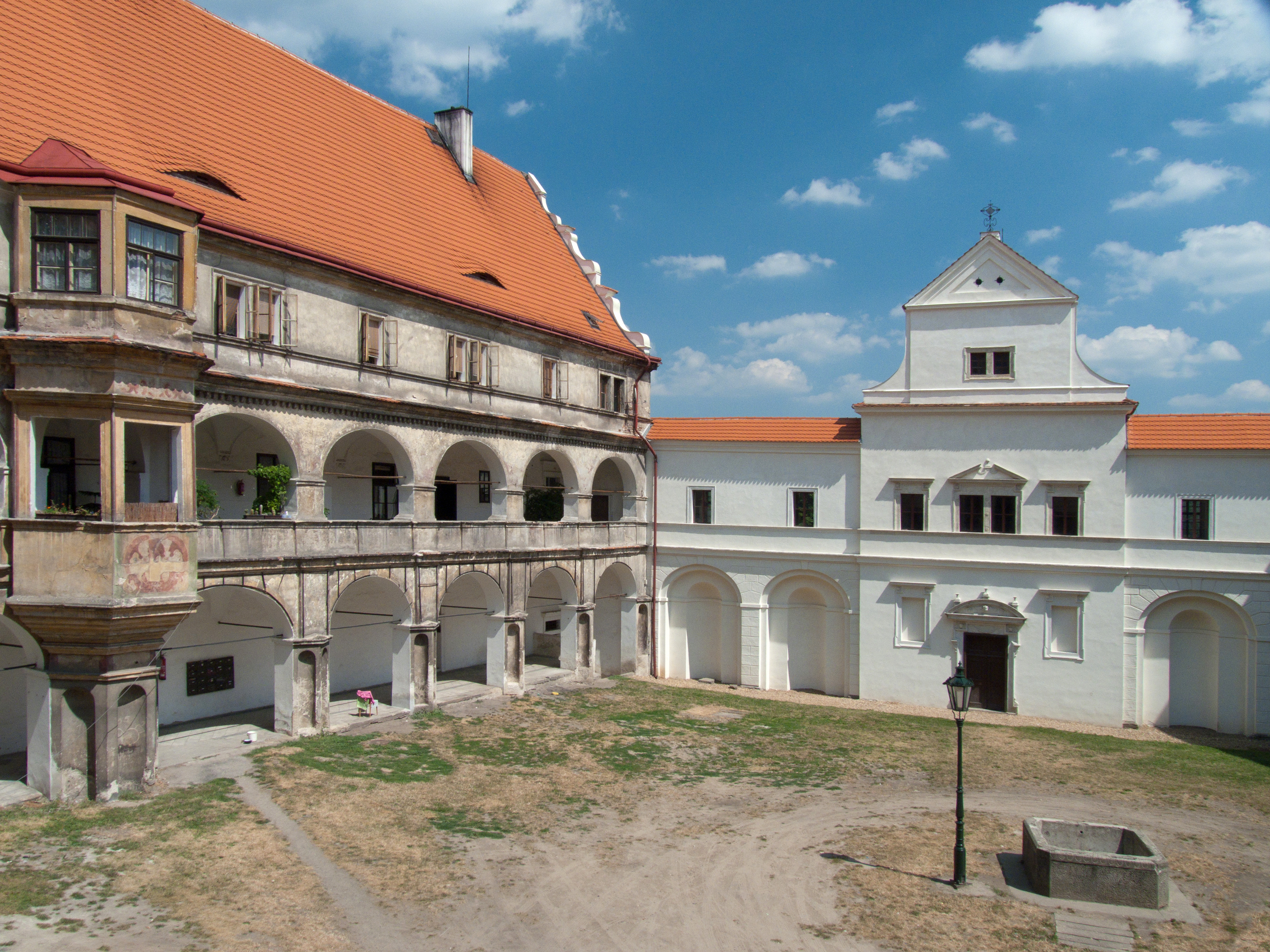
Zámek Bělá pod Bezdězem

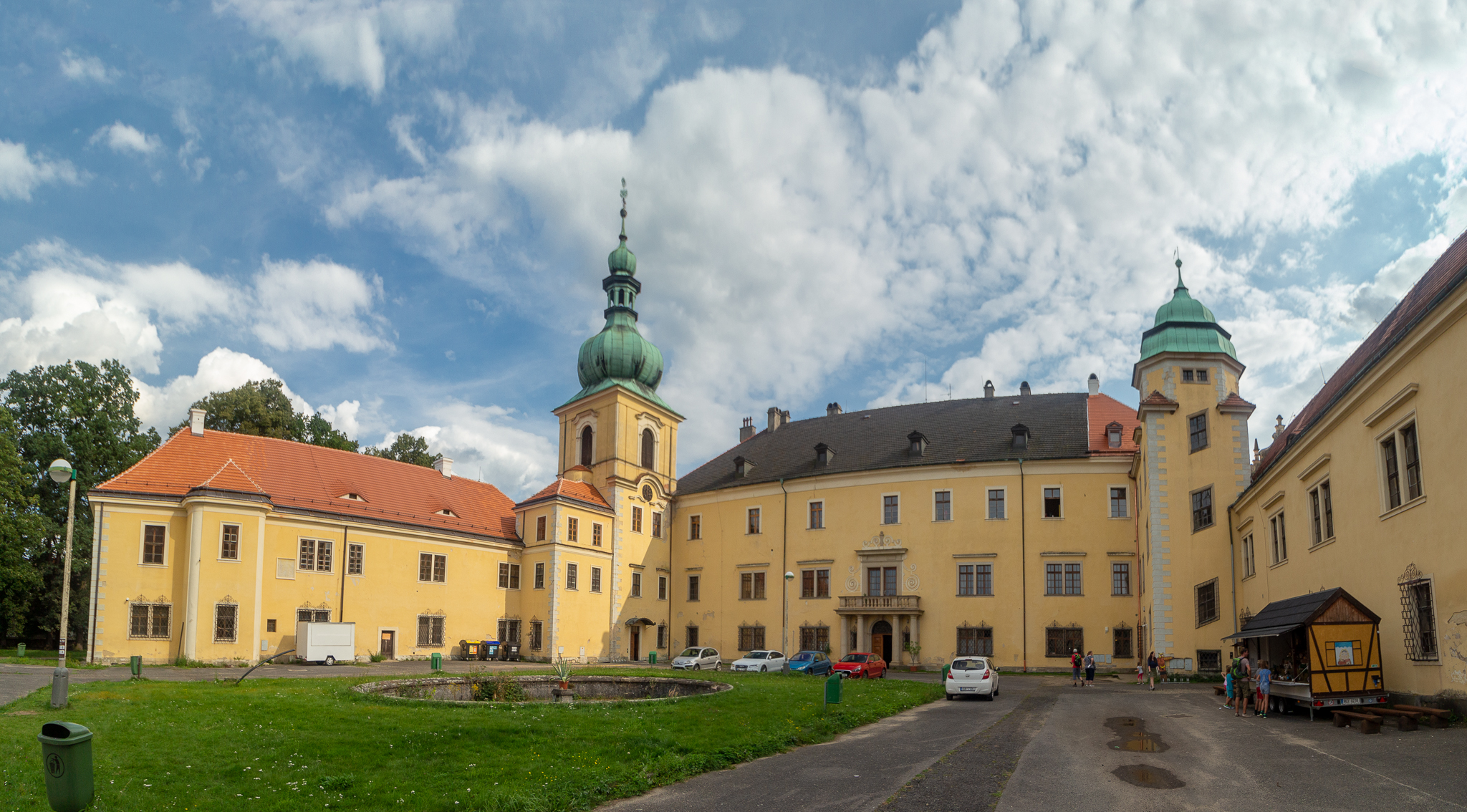
Zámek Doksy

Bělské panství vlastnili v předbělohorském období Berkové z Dubé, jimž byl majetek zkonfiskován po roce 1620. V roce 1622 koupil Bělou za třetinu odhadní ceny Albrecht z Valdštejna, který panství začlenil do svého frýdlantského vévodství a dokončil výstavbu zámku zahájenou již v 16. století rodem Berků. Po konfiskaci majetku Albrechta z Valdštejna vlastnili Bělou Carettové, od nichž panství v roce 1679 koupil Arnošt Josef z Valdštejna. Za něj proběhla barokní úprava zámku, který sice v 18. století sloužil jako manufaktura, později byl ale opět panským sídlem. Za Kristiána z Valdštejna byl zámek postoupen pro zřízení lesnického učiliště, později zde byly byty zaměstnanců velkostatku. Bělá patřila až do roku 1945 k největším majetkům Valdštejnů, koncem 19. století patřilo k velkostatku více než 11 000 hektarů půdy.
Bezděz (1622–1634, 1797–1932)
Hrad Bezděz získal jako konfiskát po Václavu Bohuchvalovi Berkovi z Dubé Adam mladší z Valdštejna (1622), který jej vzápětí postoupil svému vlivnějšímu příbuznému Albrechtovi z Valdštejna. Bezděz se stal součástí frýdlantského vévodství, po zavraždění Albrechta z Valdštejna přešel do majetku Emauzského kláštera. Po zrušení kláštera koupil hrad v roce 1797 Arnošt Filip z Valdštejna, který byl již majitelem sousedního panství Bělá pod Bezdězem. Valdštejnové v 19. století zpřístupnili hrad veřejnosti, za první republiky jej předali do správy Klubu českých turistů.
Brandýs nad Orlicí (1831–1855)
Panství Brandýs nad Orlicí koupil v roce 1831 hrabě Antonín z Valdštejna (1793–1848) z duchcovské větve rodu. Akvizici podnikl v době soustavné finanční krize této rodové větve, nicméně po získání jistých prostředků po prodeji Hrubé Skály s Valdštejnem a Svijan se Sychrovem. Antonínova snacha Antonie Boudová (1827–1901) jako správkyně majetku nezletilých synů nakonec svolila k veřejné dražbě, v níž byl v roce 1855 prodán Brandýs a také jedno z hlavních rodových sídel Litomyšl.
Dobrovice (1545–1731)
Dobrovici (původně Dobroviceves) na Mladoboleslavsku získal v roce 1545 sňatkem Jindřich z Valdštejna, později zde byl vystavěn renesanční zámek. Kolem Dobrovice bylo během let soustředěno poměrně velké panství, k němuž patřilo 21 vesnic. Po Bílé hoře byl majetek zkonfiskován Hynkovi z Valdštejna a panství získal Albrecht z Valdštejna, který je vzápětí předal svému příbuznému Adamu mladšímu z Valdštejna. Ten přikoupil sousední Vinařice a dobrovické panství se stalo jedním z největších celků v boleslavském kraji. Po smrti Jana Josefa z Valdštejna (1684–1731) přešla Dobrovice spolu s Křivoklátem na jeho dceru Marii Terezii (1707–1756), provdanou Fürstenbergovou.
Doksy (1622–1634, 1680–1945)

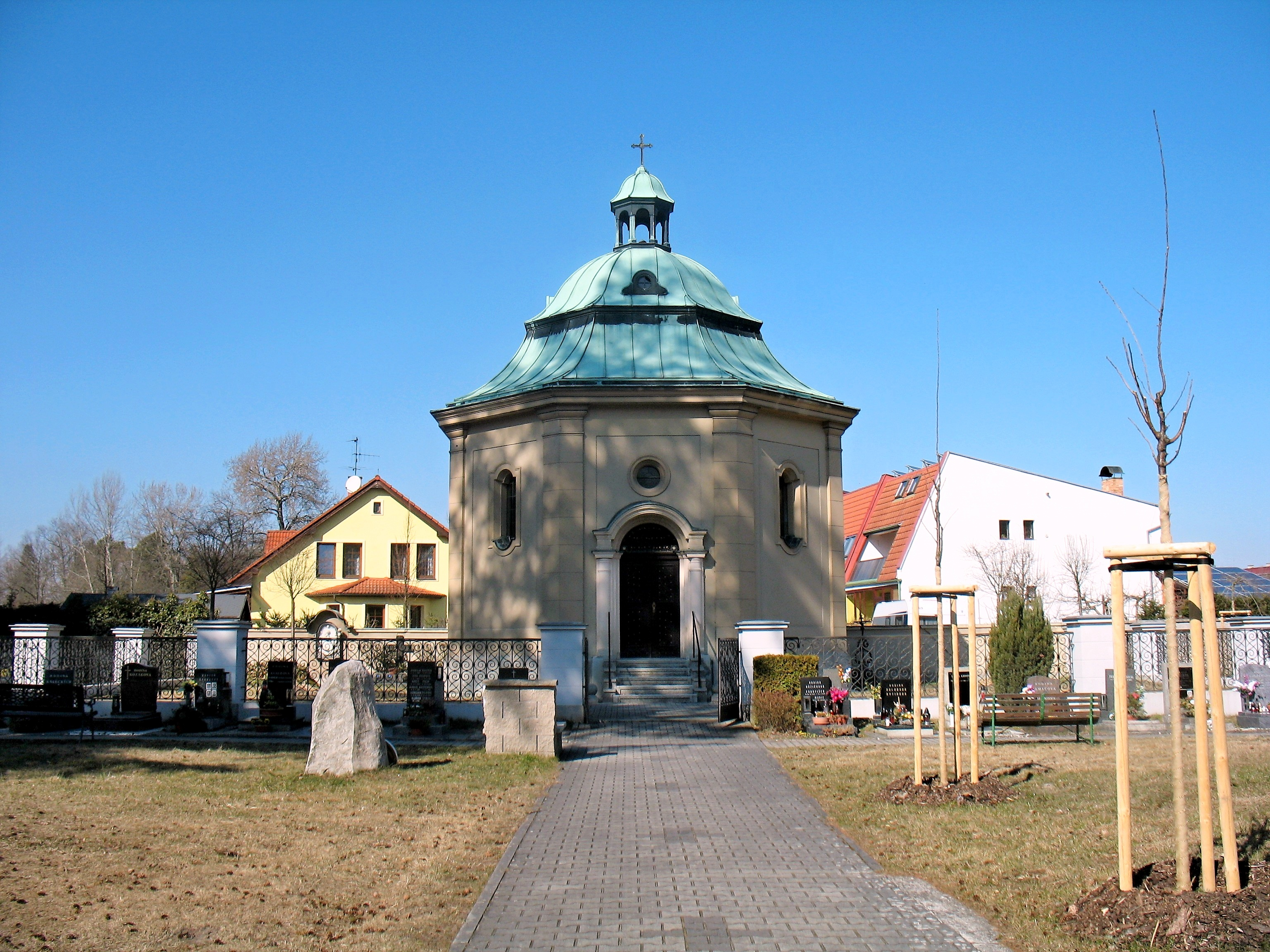
Hřbitovní kaple s přilehlými hroby příslušníků rodu Valdštejnů na hřbitově v Doksech

Panství Doksy byly jako konfiskát po Václavu Bohuchvalovi Berkovi z Dubé v roce 1622 začleněny do frýdlantského vévodství Albrechta z Valdštejna, po jeho smrti v roce 1634 je za zásluhy obdržel jeden z jeho vrahů Walter Butler. Od jeho dědiců koupil Doksy v roce 1680 Arnošt Josef z Valdštejna, který cílevědomě budoval rodovou doménu v severních Čechách. Zámek v Doksech se stal občasným sídlem rodu a byl průběžně upravován, k velkostatku koncem 19. století patřilo 8 864 hektarů půdy. Spolu s dalším valdštejnským majetkem byly Doksy zestátněny v roce 1945.
Duchcov (1642–1922)
Severočeské panství Duchcov připadlo Valdštejnům sňatkem Polyxeny Marie z Talmberka, která se jako vdova po Františku Josefovi z Lobkovic v roce 1642 podruhé provdala za Maxmiliána z Valdštejna. Maxmiliánův syn, pražský arcibiskup Jan Bedřich z Valdštejna (1642–1694), povolal architekta J. B. Matheye k přestavbě duchcovského zámku, která probíhala od roku 1675. K výzdobě zámku a jeho okolí byli za Jana Bedřicha a jeho dědice Jana Josefa přizváni významní umělci (V. V. Reiner, F. M. Brokoff). S duchcovským zámkem je později spojen pobyt slavného Casanovy, v této době byl Duchcov majetkem duchcovské větve, která vymřela v roce 1901. Velkostatek Duchcov zahrnoval tehdy 9 746 hektarů půdy.
Hrubá Skála (1622–1821)
Hrad Hrubá Skála patřil k nejstarším sídlům Valdštejnů, prokazatelně se zde připomíná Hynek z Valdštejna v roce 1353. Po smrti jeho bratra Jaroslava přecházelo panství na další majitele, delší dobu bylo ve vlastnictví Smiřických. Nároky na dědictví Smiřických spojených se stavovským povstáním uplatnil Albrecht z Valdštejna, který Hrubou Skálu začlenil do svého frýdlantského vévodství. Po jeho vraždě obhájil nárok na Hrubou Skálu jeho vzdálený příbuzný Maxmilián z Valdštejna. Hrubá Skála se později stala majetkovou základnou pro duchcovskou větev, k hruboskalskému panství patřily mimo jiné Trosky. Spolu s dalšími statky byla Hrubá Skála prodána v rámci snahy o oddlužení duchcovské rodové linie. Hrubou Skálu koupili v roce 1821 Lexové z Aehrenthalu, teprve za jejich éry byl zámek novogoticky přestavěn.
Chocenice (1816–1945)
Statek Chocenice na Plzeňsku byl od 18. století administrativně spojen s panstvím Nebílovy, ale jako správní jednotka zůstal samostatný až do roku 1945. Chocenický zámek vzniklý přestavbou tvrze koncem 17. století sloužil pro potřeby správy statku. Spolu s nebílovským panstvím jej Valdštejnové zdědili v roce 1816 po vymřelé linii chudenické větve Černínů. Ke statku Chocenice patřilo bezmála 2 000 hektarů půdy.
Komorní Hrádek (1556–1733)

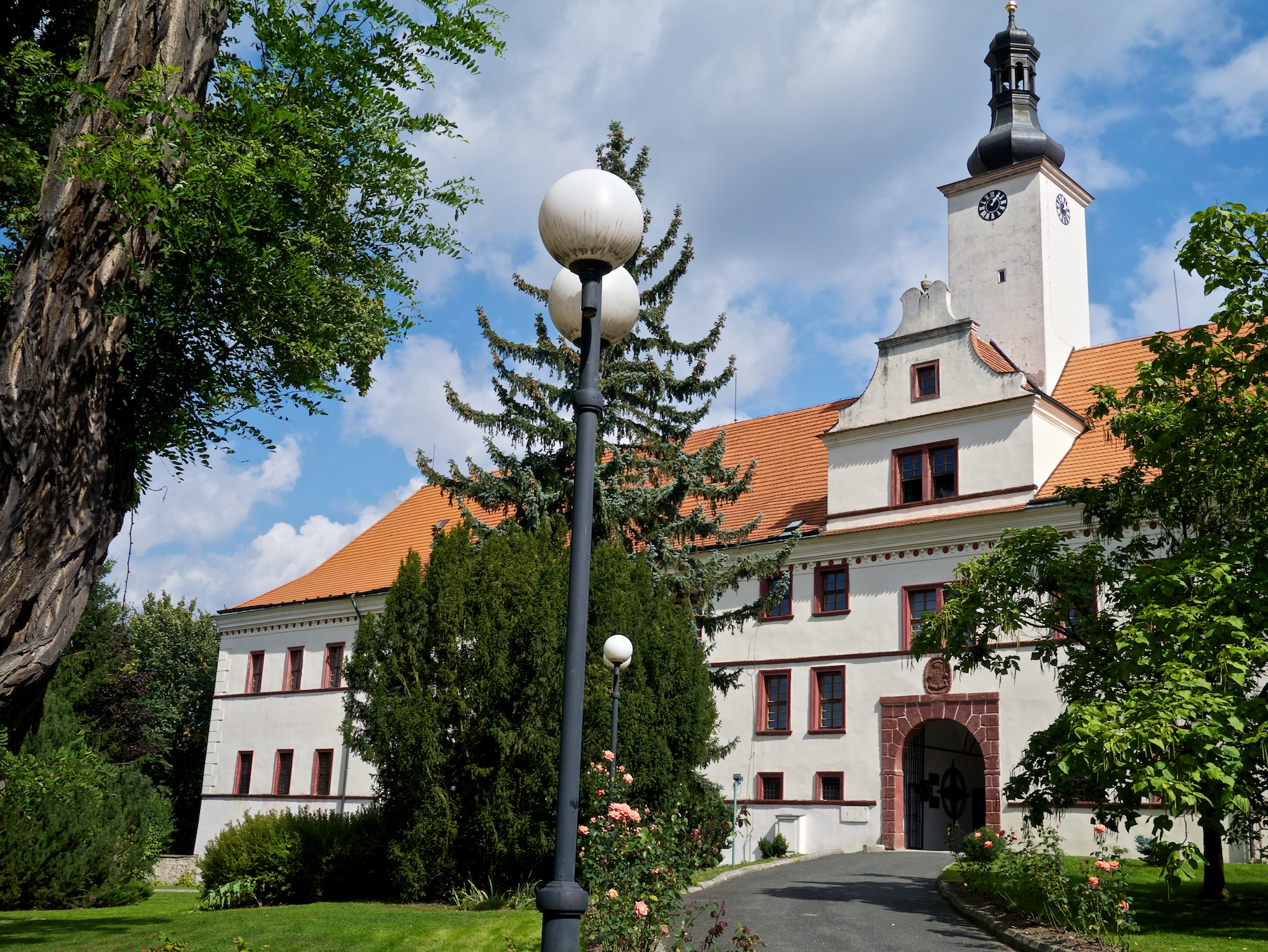
Zámek Komorní Hrádek

Komorní Hrádek koupil v roce 1556 původně jako nevelký statek nejvyšší zemský sudí Jan mladší z Valdštejna († 1576), který dokončil stavbu renesančního zámku a přikupoval další statky. Od Komorního Hrádku nesla název tzv. hrádecká větev Valdštejnů, jejímž pokračovatelem byl Adam mladší z Valdštejna. Ten v pobělohorských konfiskacích získal řadu dalších panství, ale Komorní Hrádek zůstal jeho hlavním sídlem a v roce 1630 byla přistavěna raně barokní část zámku. K hrádeckému panství dočasně patřil také majetek bývalého sázavského kláštera, který získal Adam mladší od císaře Rudolfa II. v roce 1611. V dalších generacích se zadlužené panství začalo rozpadat a v roce 1663 Jan Viktorin z Valdštejna prodal benediktinům i Sázavu pro obnovu kláštera. Vláda Valdštejnů na Hrádku skončila v roce 1733, kdy panství koupil říšský vicekancléř hrabě Jan Adolf Metsch (po něm následovala rodina Khevenhüller-Metsch).
Křivoklát (1685–1731)

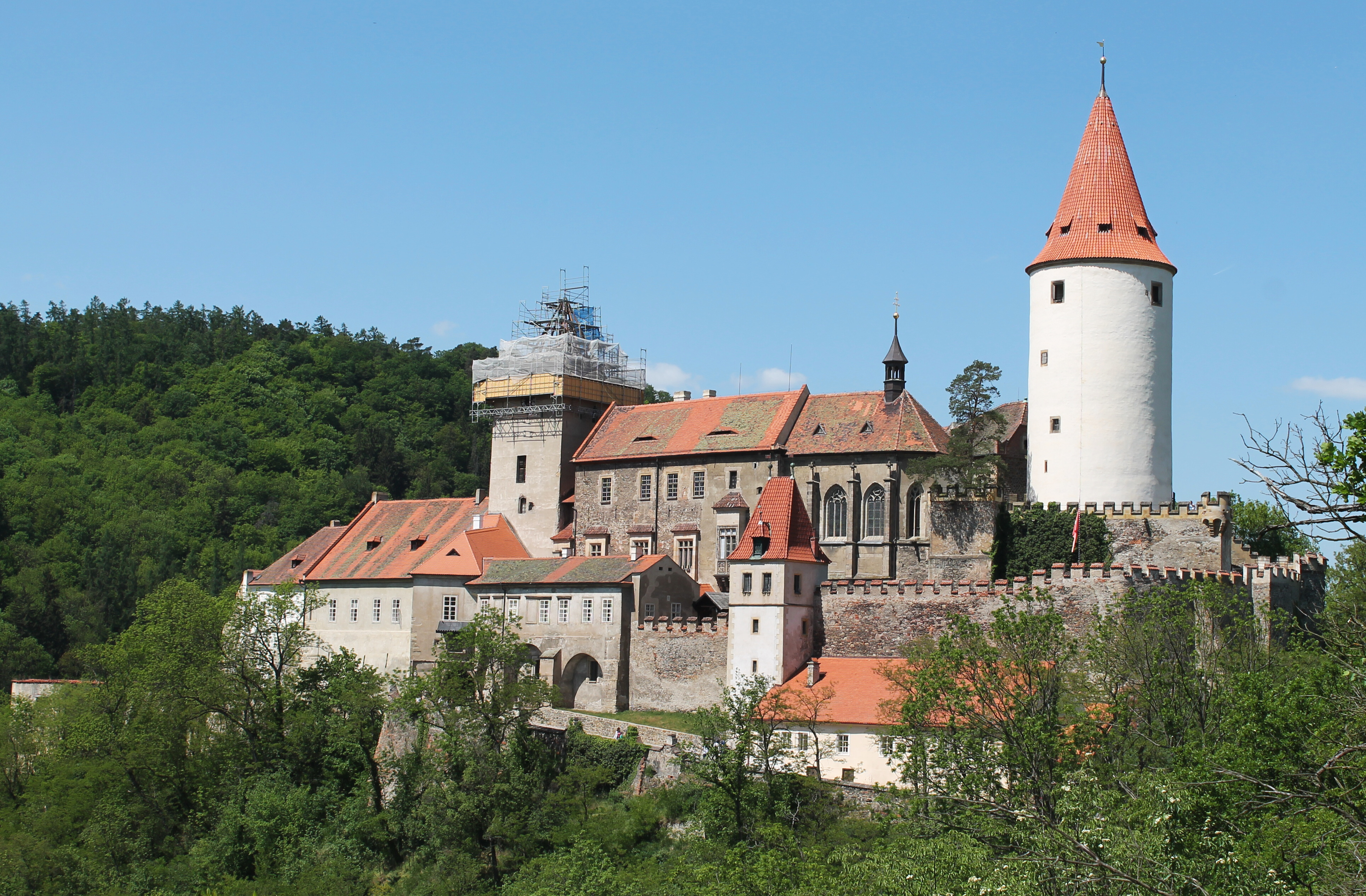
Hrad Křivoklát

Koupě panství Křivoklát Arnoštem Josefem z Valdštejna v roce 1685 vyvolala ve své době značnou pozornost, protože šlo o významný přesun korunního majetku do soukromého vlastnictví. Arnošt Josef dal za 3 města, 54 vesnic, 4 hrady a 2 zámky bezmála půl miliónu zlatých (majetek získal od dosavadního zástavního držitele knížete Ferdinanda ze Schwarzenbergu). Na křivoklátském panství nechal barokně přestavět zámky Nižbor a Krušovice. Po smrti Jana Josefa z Valdštejna zdědila Křivoklát se všemi připojenými statky (Krušovice, Nižbor, Lány, Nové Strašecí) jeho dcera Marie Terezie (1707–1756), provdaná za knížete Josefa Viléma z Fürstenbergu.
Lány (1685–1731)
V 17. století patřily Lány pod panství Křivoklát, které v roce 1685 koupil Arnošt Josef z Valdštejna. Lánský zámek v té době neměl svou nynější podobu, jednalo se o menší lovecký letohrádek, který byl rozšířen až po roce 1730 za Jana Josefa z Valdštejna. V srpnu 1723 zde během své pražské korunovace pobýval císař Karel VI. Lány spolu s Křivoklátem přešly po roce 1731 sňatkem na knížecí rod Fürstenbergů.
Lázně Bělohrad (1669–1724)
Panství s deseti vesnicemi a pěti hospodářskými dvory koupila v roce 1669 Kateřina z Valdštejna od Lamboyů. Její manžel Bertold Vilém později zahájil stavbu zámku (1720) dokončenou až za následujících majitelů Schaffgotschů.
Litomyšl (1753–1855)

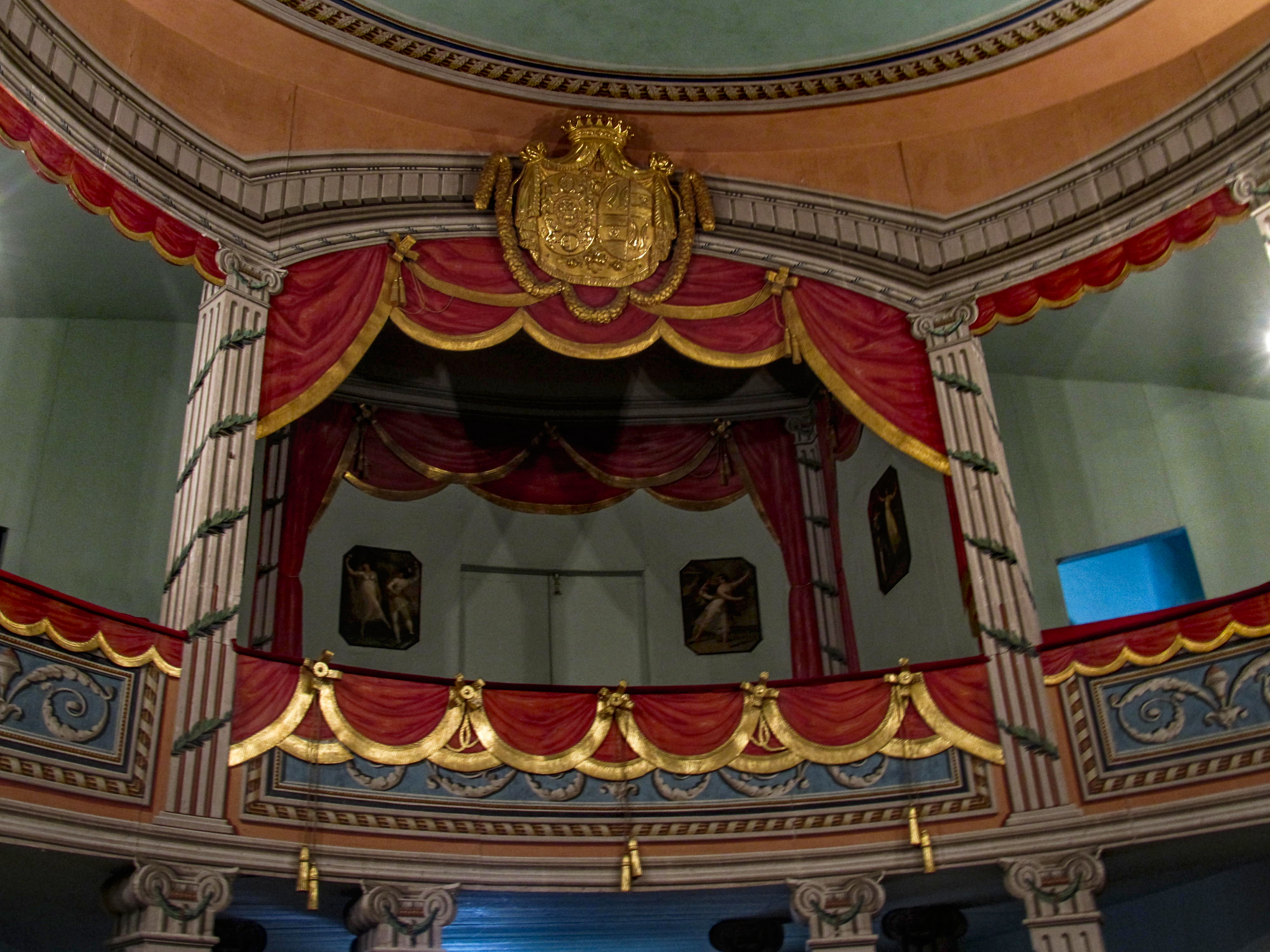
Hraběcí lóže v zámeckém divadle v Litomyšli s aliančním erbem Valdštejnů a Hohenfeldů

Panství Litomyšl patřilo duchcovské větvi Valdštejnů sto let a s 80 vesnicemi bylo jedním z největších majetků rodu, zároveň se zde ale Valdštejnové trvale potýkali s finančními problémy. Panství převzala Marie Františka Valdštejnová, rozená Trauttmansdorffová (1704–1757), v roce 1753 po svém otci Františku Václavovi z Trauttmansdorffu. Tehdy bylo panství zatížené dluhy ve výši třičtvrtě miliónu zlatých. Valdštejnové se snažili se střídavými úspěchy zlepšit hospodářskou situaci, zároveň se ale nechtěli vzdát luxusního života u dvora ve Vídni i v Litomyšli, kde například nechali zřídit zámecké divadlo. Na přelomu 18. a 19. století byla na velkostatek dvakrát uvalena vnucená správa, nepomohl ani odprodej Hrubé Skály a Sychrova v letech 1820–1821. Velkostatek Litomyšl byl nakonec v roce 1855 prodán ve veřejné dražbě, koupili jej Thurn-Taxisové, majitelé sousedního Košumberka a Rychmburka. Úřední odhad panství byl vyčíslen na dva a půl miliónu zlatých, kvůli dluhovému zatížení ale Maxmilián Thurn-Taxis zaplatil o tři čtvrtě miliónu méně.
Loučeň (1622–1731)

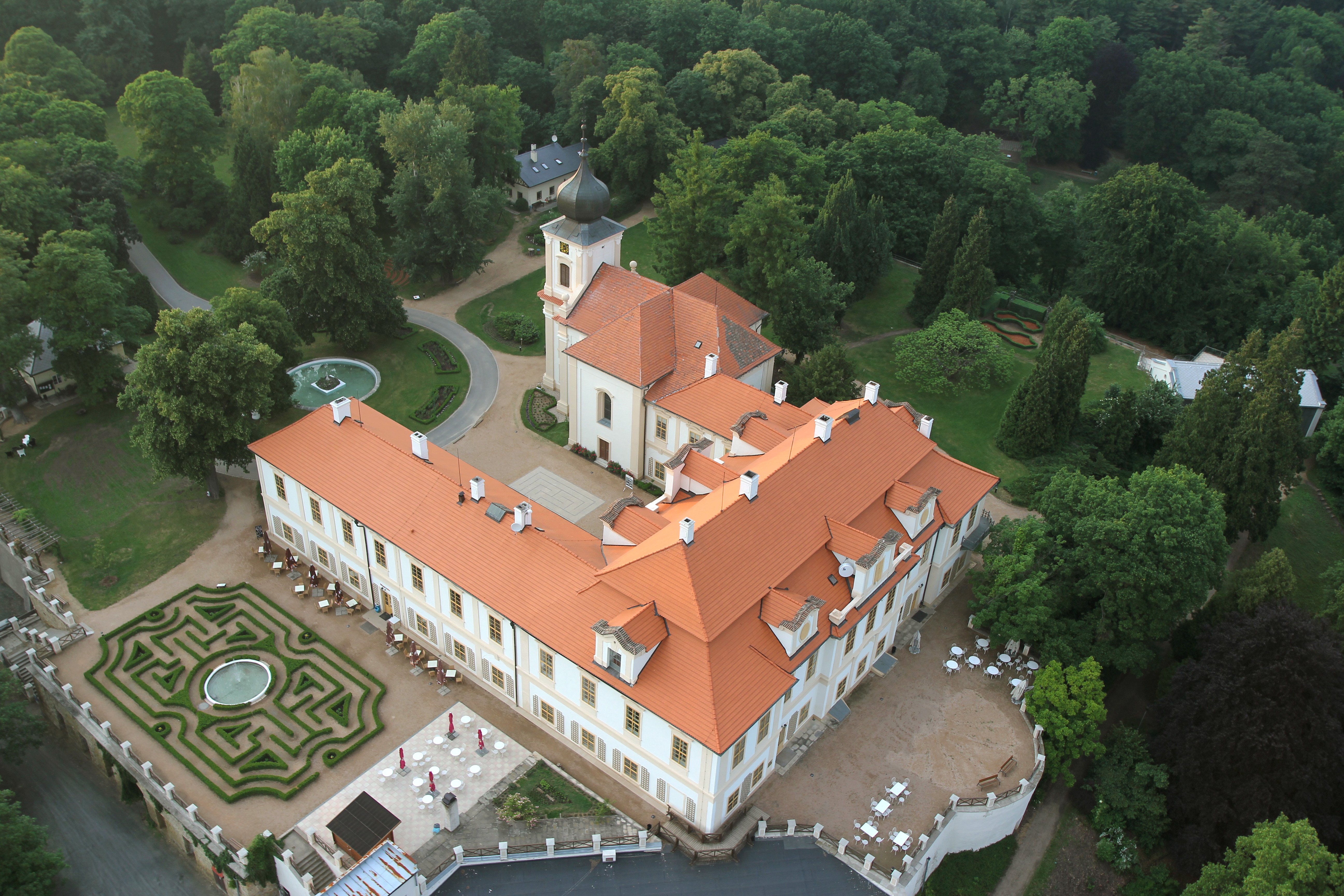
Zámek Loučeň

Loučeň spolu s dalšími statky zkonfiskovanými Berkům z Dubé koupil v roce 1622 za podhodnocený odhad Adam mladší z Valdštejna. Jeho pravnuk Karel Arnošt z Valdštejna, ačkoliv vázán diplomatickou službou v zahraničí, přistoupil k přestavbě loučeňské tvrze na barokní zámek. Loučeň spolu s Dobrovicí přešla v 18. století sňatkem na rod Fürstenbergů.
Mnichovo Hradiště (1622–1945)
Panství Mnichovo Hradiště bylo jedním z významných center majetku Valdštejnů od třicetileté války až do roku 1945. Jako konfiskát po Budovcích získal Mnichovo Hradiště a Klášter Hradiště nad Jizerou v roce 1622 Albrecht z Valdštejna, který je koupil za 334 000 zlatých. Tyto statky začlenil do svého frýdlantského vévodství, ale již v roce 1624 je jako léno postoupil Maxmiliánovi z Valdštejna. Ten nakonec po vraždě Albrechta z Valdštejna získal Mnichovo Hradiště do dědičného vlastnictví. Po budování kapucínského kláštera a požáru zámku ve Zvířeticích přistoupili Valdštejnové také ke stavbě nového reprezentačního sídla. Zámek v Mnichově Hradišti vznikl v letech 1695–1697 podle projektu M. A. Canevalla. Další generace Valdštejnů obohatily zámek o hodnotné umělecké sbírky, v roce 1833 se v Mnichově Hradišti sešli rakouský císař František I., ruský car Mikuláš I. a pruský korunní princ Bedřich Vilém. Koncem 19. století patřilo k velkostatku Mnichovo Hradiště 7 461 hektarů půdy. V kapli sv. Anny poblíž zámku jsou dnes uloženy ostatky Albrechta z Valdštejna.
Nový Berštejn (1810–1945)
Panství Dubá se zámkem Nový Berštejn získal jako konfiskát Adam mladší z Valdštejna po Bercích z Dubé v roce 1622. Krátce nato převzal Dubou Albrecht z Valdštejna a začlenil panství do svého frýdlantského vévodství. Po generalissimově smrti obdržel Nový Berštejn darem jeden z jeho vrahů Walter Butler. Po rodině Butlerů vlastnili panství Sweerts-Sporckové a od Barbory Sweerts-Sporckové je v roce 1810 koupil Arnošt z Valdštejna (1764–1832) a rozšířil tak rodovou doménu západně od Doks. Za Valdštejnů došlo během 19. století k pseudobarokní úpravě zámku. K velkostatku patřilo 2 874 hektarů půdy, během první pozemkové reformy jej získal Tomáš Maglić, obchodní ředitel Škodových závodů.
Rožďalovice (1622–1760)
Panství Rožďalovice s městem a čtyřmi vesnicemi koupil jako konfiskát po Křineckých z Ronova v roce 1622 za 58 000 zlatých Albrecht z Valdštejna, krátce nato je od něj získal Adam mladší z Valdštejna. Renesanční zámek neznámé datace se stal sídlem tzv. rožďalovické větve Valdštejnů, kteří zde sídlili do roku 1760. Součástí rožďalovického panství byl také statek Dětenice, který od roku 1672 vlastnil samostatně Oktavián Ladislav z Valdštejna. Po něm Dětenice zdědil jeho zeť polní maršál kníže Karel Batthyány, který je prodal Clam-Gallasům. Clam-Gallasové koupili i Rožďalovice a teprve za jejich éry byly zámky v Rožďalovicích a Dětenicích přestavěny do současné podoby.
Stránov (1864–1917)

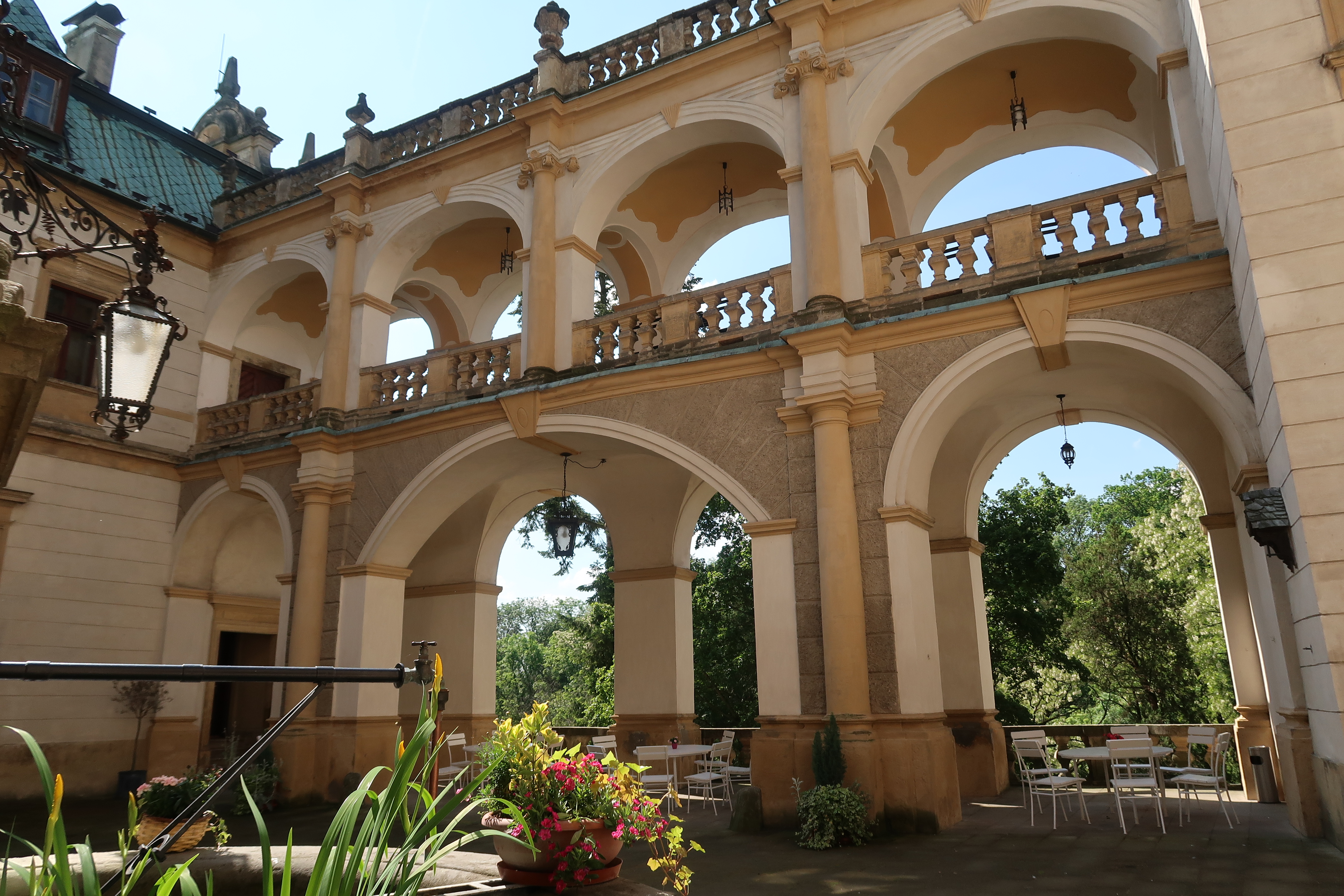
Zámek Stránov

Statek Stránov koupila v roce 1864 od Bedřicha Neupauera hraběnka Marie Leopoldina Valdštejnová, rozená Schwarzenbergová (1833–1909). K velkostatku patřilo 725 hektarů půdy a jeho hodnota byla 340 000 zlatých. Marie Leopoldina nechala zámek v letech 1890-1894 přestavět v novorenesančním slohu podle návrhu Josefa Schulze. V roce 1917 koupil Stránov generální ředitel Škodových závodů Josef Šimonek.
Svijany (1622–1820)

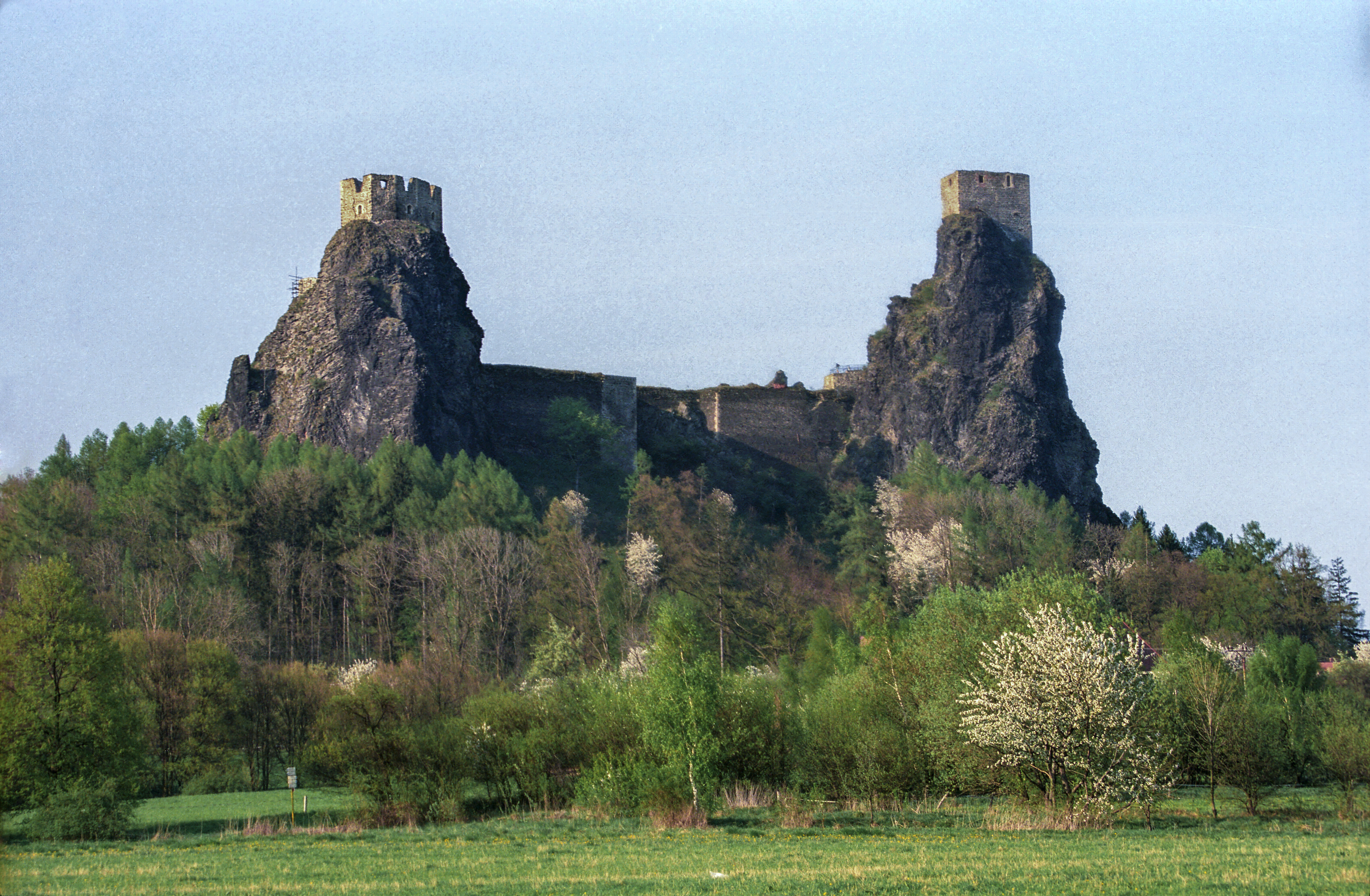
Hrad Trosky na panství Svijany

Před Bílou horou vlastnil svijanské panství významný představitel stavovského povstání Jáchym Ondřej Šlik (1569–1621). Po jeho popravě získal svijanské panství Albrecht z Valdštejna, který usiloval o koncentraci majetku v severovýchodních Čechách. Od něj dostal Svijany Maxmilián z Valdštejna, který Svijany udržel i po Albrechtově pádu v roce 1634. K panství Svijany tehdy patřilo půl města Turnova a 41 vesnic, jednalo se tedy o značně rozsáhlý majetek, v roce 1740 k němu Valdštejnové navíc přikoupili sousední Sychrov. Svijanská tvrz byla za Valdštejnů postupně přestavěna na zámek, který byl však jen sídlem správy panství. V rámci pokusů o oddlužení duchcovské větve Valdštejnů byly Svijany se Sychrovem prodány a v roce 1820 obě panství za 650 000 zlatých koupil francouzský emigrant kníže Kamil Rohan.
Sychrov (1740–1820)
Panství Sychrov koupil v roce 1740 František Josef z Valdštejna (1709–1771) z duchcovské větve rodu. Sychrov získal od Lamottů z Frintroppu a připojil je k sousednímu panství Svijany. V Sychrově byl v té době barokní zámek z konce 17. století, ale Valdštejnové zde nesídlili, protože měli k dispozici honosnější sídla v Duchcově nebo v Litomyšli. Pozdější novogotická přestavba Sychrova proběhla až za knížat Rohanů, kteří svijanské panství koupili v roce 1820 za 650 000 zlatých.
Šťáhlavy (1816–1945)

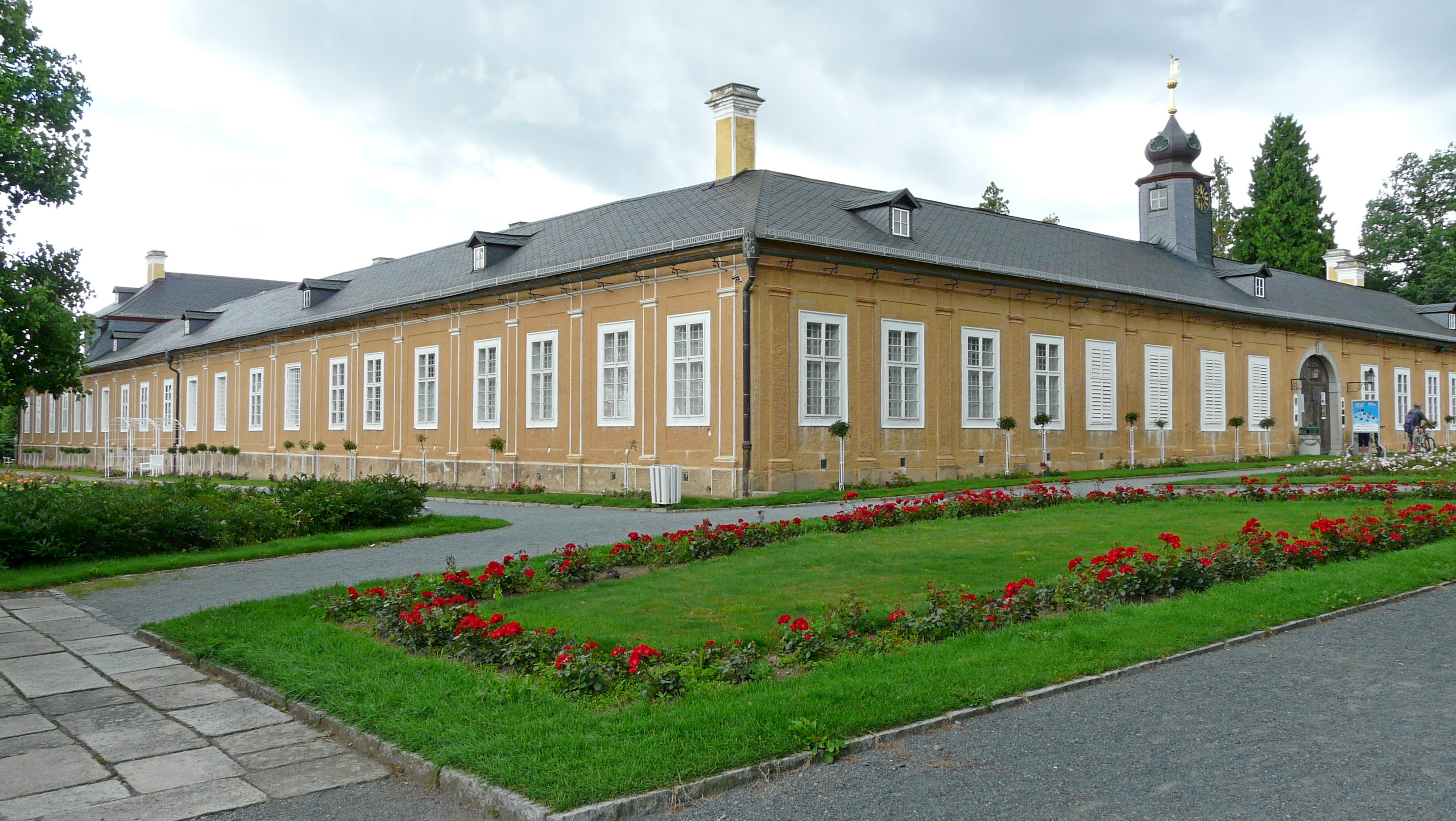
Lovecký zámek Kozel na panství Šťáhlavy

Panství Šťáhlavy na Plzeňsku bylo hlavní součástí dědictví po vymřelé chudenické větve Černínů z Chudenic, které v roce 1816 převzal Kristián z Valdštejna (1794–1858). Poblíž Šťáhlav se nacházel lovecký zámek Kozel, který Valdštejnové příležitostně využívali. Naopak hodnotný zámek Nebílovy zůstal zcela stranou jejich zájmu, součástí šťáhlavského panství byly také zříceniny hradů Radyně a Lopata. Koncem 19. století patřilo ke šťáhlavskému velkostatku 5 790 hektarů půdy. Po vzniku Československa zříceninu v Radyni odkoupilo město Plzeň, aby ji zpřístupnilo veřejnosti (1920). Spolu s dalším majetkem mnichovohradištské linie Valdštejnů byly Šťáhlavy zestátněny v roce 1945. Zámky Kozel a Nebílovy jsou dnes ve správě Národního památkového ústavu a přístupné veřejnosti.
Třebíč (1628–1945)
Panství Třebíč získal v roce 1628 Adam mladší z Valdštejna od svého příbuzného Karla staršího ze Žerotína. Za Adamova vnuka Františka Augustina došlo k barokní přestavbě zámku (1666–1684). Třebíčské panství se stalo seniorátním fideikomisem, což znamenalo, že jej měl dědit vždy nejstarší z Valdštejnů. Institut seniorátního fideikomisu byl v Čechách využívaný jen zřídka a právě v případě široce rozvětveného valdštejnského rodu se ukázala jeho nepraktičnost, protože během 17. a 18. století došlo k několika soudním sporům o třebíčské panství. Prokazování stáří případného adepta na dědictví bylo složité a nárok na Třebíč několikrát uplatnil nikoli nejstarší, ale nejbohatší a nejvlivnější z Valdštejnů. Panství Třebíč až do roku 1945 patřilo k největším pozemkovým celkům ve vlastnictví Valdštejnů a před zánikem monarchie k velkostatku patřilo přibližně 4 500 hektarů půdy.
Vinařice (1622–1731)
Vinařice na Mladoboleslavsku koupil jako konfiskát po Cetenských z Cetně Adam mladší z Valdštejna a připojil je k sousednímu panství Dobrovice. Ve Vinařicích nechal Adam mladší postavit poměrně rozsáhlý zámek v pozdně renesančním stylu, prosadil také změnu názvu na Nový Valdštejn, což se však neujalo. Spolu s dobrovickým panstvím přešly Vinařice v roce 1731 na spřízněný rod Fürstenbergů.
Valdštejn (1620–1821)

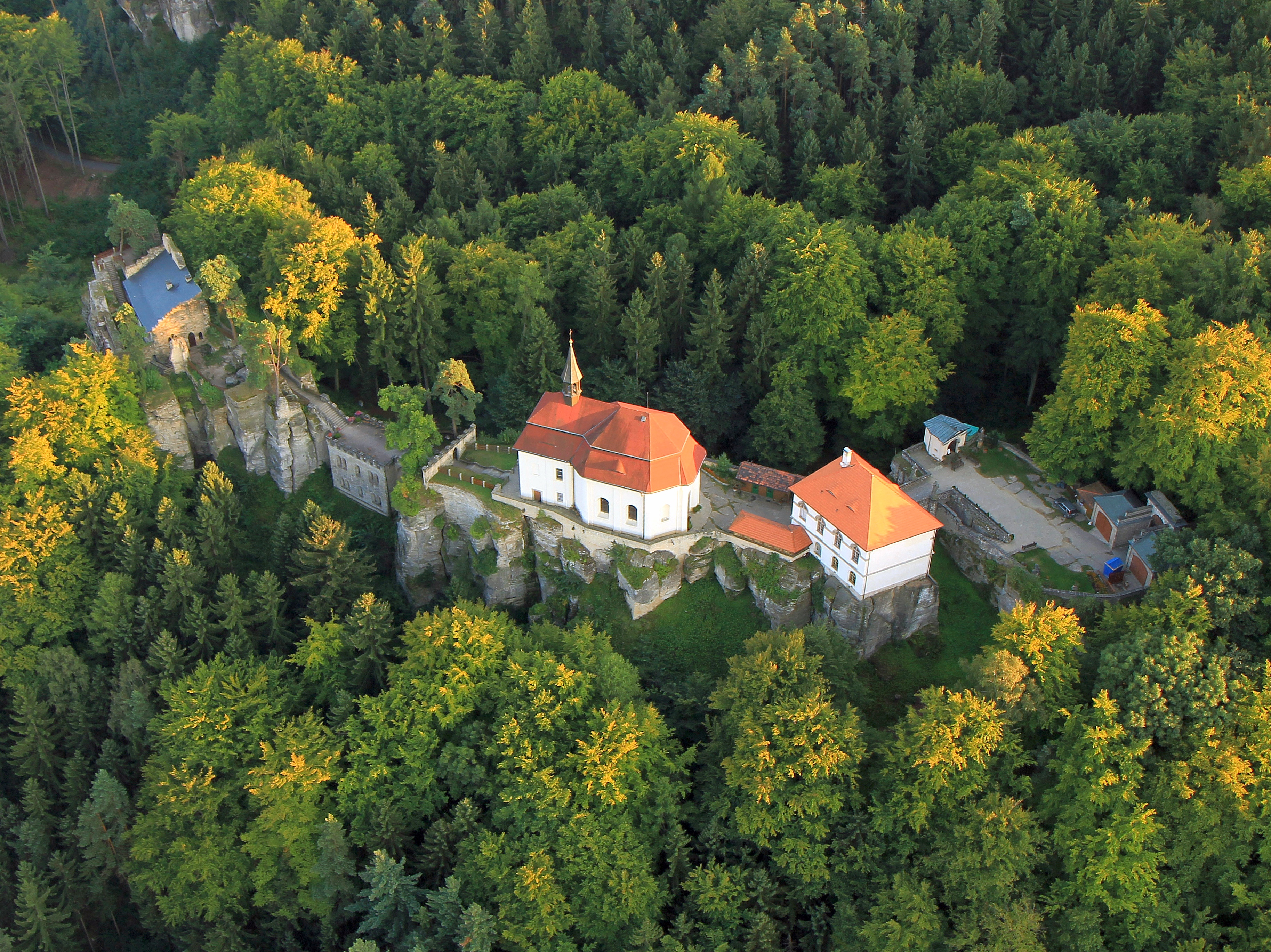
Hrad Valdštejn

Hrad Valdštejn je původním sídlem rodu, byl postaven někdy ve třetí čtvrtině 13. století, kdy rozvětvená rodina Markvarticů začala ovládat celé Pojizeří a jedna linie podle vystavěného hradu přijala jméno z Valdštejna. Koncem 14. století přešel Valdštejn do majetku spřízněného rodu Vartenberků. Po dalším střídání majitelů vlastnili Valdštejn Smiřičtí ze Smiřic, na jejichž dědictví po Bílé hoře uplatnil nárok Albrecht z Valdštejna. Od něj Valdštejn získal Maxmilián z Valdštejna, tehdy byl hrad již zříceninou a centrem panství byla sousední Hrubá Skála. V době oživeného zájmu o hradní zříceniny v 18. století nechali Valdštejnové postavit most ozdobený sochami světců. Hrubá Skála spolu s Valdštejnem padla za oběť obrovskému zadlužení duchcovské větve Valdštejnů a v roce 1821 panství koupili Lexové z Aehrenthalu.
Zvířetice (1623–1945)

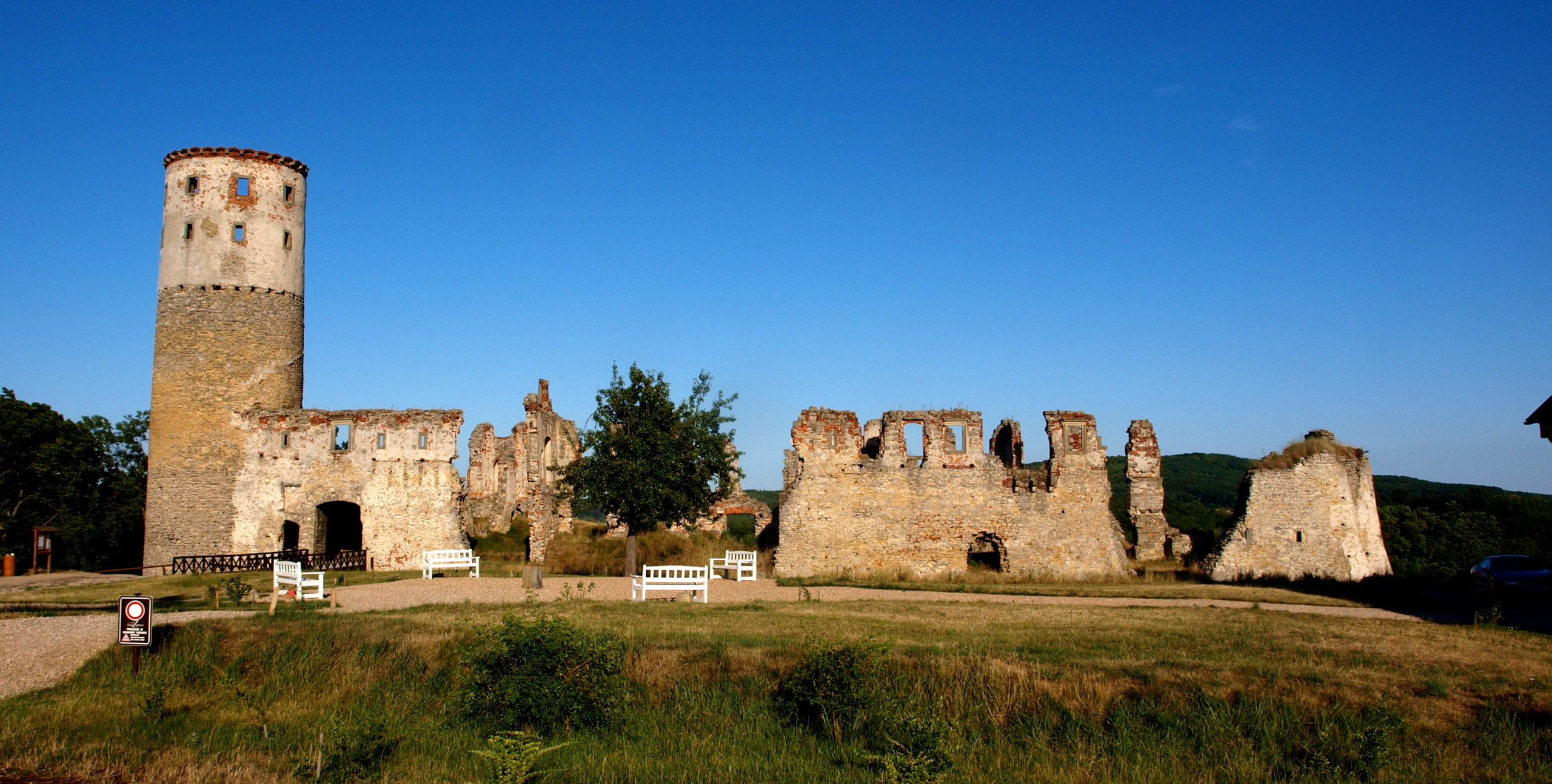
Zřícenina zámku Zvířetice

Panství Zvířetice původně koupil jako konfiskát Albrecht z Valdštejna v roce 1623, krátce nato je ale postoupil svému vzdálenému příbuznému Maxmiliánovi z Valdštejna. Honosný zvířetický zámek přestal v 17. století plnit funkci panského sídla, protože dvakrát vyhořel, do roku 1945 ale zůstal součástí velkostatku Mnichovo Hradiště.
Židlochovice (1616–1697)
Panství Židlochovice na jižní Moravě koupil v roce 1616 Adam mladší z Valdštejna z pozůstalosti bezdětného Jana Diviše ze Žerotína, s nímž byl vzdáleně spřízněn. K židlochovickému panství tehdy patřilo jedno město, 4 městečka a 11 vesnic. Adam mladší v roce 1617 v Židlochovicích hostil císaře Matyáše s celým dvorem, jinak se zde ale Valdštejnové příliš nezdržovali. V roce 1697 přešlo panství dědictvím na spřízněný rod Sinzendorfů a teprve za nich došlo k barokní přestavbě zámku.